# Новгородская школа (древнерусское искусство)
Новгородская школа — историко-региональная школа древнерусского искусства XII—XVI веков. Сложилась на территории Новгородской республики. Одна из наиболее значительных древнерусских школ архитектуры, иконописи и фрески. В XIII—XIV веках от новгородской школы отделилась псковская школа архитектуры и монументальной росписи. Архитектурные сооружения новгородской школы составляют большинство исторических памятников Новгорода и его окрестностей, которые в наше время включены в список Всемирного наследия ЮНЕСКО.

## История формирования и источники искусства новгородской школы
Великий Новгород в «домонгольское время» (до нашествия монголо-татар в 1236 году на восточнорусские земли) был одним из главных центров славянской культуры. Городу «повезло» и в географическом отношении. В 1238 году монгольская конница ворвалась во Владимир, опустошила город, перебив его жителей. Монголы разорили Москву и Суздаль, но затем монгольское войско свернуло на юг и не дошло до Новгорода, город остался свободным, чему русские историки-славянофилы придавали символический смысл.
Христианство проникало в славянские земли не только с юга, из Византии, но и с запада с VIII века вместе с ирландскими миссионерами. Они несли как греческую, так и латинскую культуру. «Воротами севера» для скандинавских влияний была Старая Ладога. «Воротами запада» — Великий Новгород. Жители города впитывали разные идеи: «западный рационализм, проповеди бенедиктинцев. На улицах Великого Новгорода наряду с русской звучала немецкая, польская, шведская, итальянская речь». Ганзейский союз североевропейских городов, оформившийся в 1367—1370 годах, имел в Новгороде своё представительство.
Вечевой колокол — символ свободы и независимости города — был заимствован новгородцами с Запада. Для монашества Северной Европы были характерны миссионерская и просветительская деятельность и, в частности, призывный колокольный звон (не принятый в Византии). В X—XI веках в Новгороде возник Готский двор с церковью Св. Олафа (1029—1030). В конце XII века — Немецкий двор с церковью Св. Апостола Петра. В Швеции на острове Готланд новгородцы устроили собственный торговый двор. В 1207 году на новгородском Торгу (торговой стороне на правом берегу р. Волхов) соорудили церковь Св. Параскевы, девы Римской, культ которой связан с почитанием Св. Николая Барийского и Св. Климента, четвёртого епископа Римского.

## Основные постройки

### XI век
В детинце епископ Иоаким «срубил дубовую церковь Софии о тринадцати верхах», подобно киевской. С 1045 года по велению сына киевского князя Ярослава Мудрого — Владимира Ярославича, посаженного отцом княжить в Новом городе (1036—1052), стали строить каменный собор Святой Софии (1045—1050). Работали, вероятно, киевские каменщики. Этим объясняется композиционная схема, аналогичная киевской: пять нефов с хорами и лестничная башня.
До этого момента в Новгороде не было каменного строительства, что косвенно подтверждает прибытие артели из Киева. Однако в композиции храма, в отношениях членений фасадов заметна несогласованность. Вероятно, многие детали появлялись в процессе строительства. В интерьере (а не снаружи) с трёх сторон имелись галереи. Задуманные вначале одноэтажными, они затем были переделаны в двухэтажные (не сохранились). Кладка постройки отчасти аналогична киевской, с утопленным рядом чередующихся плинфы и известняковой плиты, но отдельные конструктивные элементы — своды и арочные перемычки — сложены из кирпича. В кладку основной части включён булыжный камень, поэтому она не выглядит ровной и «полосатой», как в киевских постройках. Стены собора оставались неоштукатуренными до середины XII века. Грубая булыжная кладка в сочетании с розовой цемянкой, радиальная кирпичная структура арочных выкладок, затёртость цемянки с прочерчиванием фасок под квадровую кладку вместе со слегка утопленными рядами придавали зданию необычную живописность. Вместе с тем «внешний облик храма характеризуется исключительной монолитностью и конструктивностью. Мощные выступы лопаток членят фасады здания в полном соответствии с внутренними членениями».
Композиция храма в сравнении с Софией Киевской, на которую по княжескому заданию ориентировались строители, была значительно упрощена. Тринадцатиглавие Софии Киевской новгородцы заменили пятью куполами на барабанах. Новгородский храм меньше киевского, сторона его подкупольного квадрата составляет 6,1 м, диаметр главного купола 6,16 м, а высота равняется 30,8 м, то есть в 5 раз больше диаметра. Такое соотношение свидетельствует о желании превзойти собор Святой Софии в Киеве, высота которого до вершины главного купола составляет 28,6 м. По образцу новгородской Софии и другие храмы города повторяли отношения диаметра подкупольного квадрата и высоты (1:5). Концепция о возникновении тринадцатиглавых храмов на Руси под воздействием деревянной архитектуры в настоящее время признана бездоказательной, поэтому смену тринадцатиглавия пятиглавием следует считать не результатом особенностей каменной архитектуры, а стремлением упростить композицию, одновременно сохраняя наилучшую освещенность внутреннего пространства в северных широтах, поскольку через окна в барабанах глав освещалось пространство приделов. Появление лестничной башни в юго-западном приделе новгородцы отметили дополнительной главой на низком барабане. Поэтому боковые фасады оказались несимметричными. Изначально главы были шлемовидными (их форма изменялась в XVI—XVIII веках). Окна также были растёсаны (расширены) в конце XVII века. Впервые были использованы закомары, но из-за асимметрии композиции они выглядят не конструктивным, а декоративным мотивом. Портал — перспективный, аналогичный западноевропейским.
В храме Святой Софии также впервые в русском зодчестве применены сводчатые перекрытия в четверть окружности и свод «домиком», напоминающий западноевропейский щипец. В целом собор оказался ниже киевской Софии на 3 м, но в плане он также меньше, что придает ему качества массивности и мощи. Эти качества, как и сложная расчленённость внутреннего пространства, выраженная необычным ритмом лопаток и прясел, отношений горизонтальных и вертикальных членений, позволяет говорить о начальном периоде сложения оригинальной архитектурной школы.
Интерьеры новгородских храмов суровее и проще киевских, но чётче разделены на отдельные зоны. Вместо мозаик новгородцы украшали стены фресками. В узкие окна вставляли деревянные ставни — оконницы с круглыми отверстиями, закрытыми слюдой или стеклом, чтобы в отсутствие отопления («холодные храмы») уберечься от зимних морозов. «Новгородские церкви эпически просты, внушительны и могучи, как их создатели»,— писал Игорь Грабарь. На многих новгородских храмах имелись наружные росписи (большинство не сохранилось), обычно в углублениях — нишах западного и южного фасадов.
Все ранние храмы Великого Новгорода — княжеские, они выстроены по заказам и по условиям родовой аристократии. Планы построек однотипны — кубические объемы крестово-купольного типа с позакомарным завершением фасадов. Такой тип сложился в киевской школе древнерусской архитектуры. История сохранила имя мастера Петра, вероятно, руководителя киевской артели. После окончания строительства собора Святой Софии артель, скорее всего, вернулась в Киев, и каменное строительство в Новгороде, как и в Полоцке после завершения аналогичного Софийского храма, надолго прекратилось.

### XII век
Южнее Новгорода в 1030-х годах князем Ярославом Мудрым был основан Юрьев монастырь (князь Ярослав в крещении получил имя Георгий, или Юрий, в честь небесного покровителя Святого Георгия Победоносца, отсюда название монастыря). В 1119 году князь Всеволод Мстиславич и игумен Кириак заложили Георгиевский собор Юрьева монастыря. Это вторая крупнейшая княжеская постройка Великого Новгорода была закончена в 1140 году после смерти Всеволода.
Ранее внутри собора находилась полустертая надпись: «А мастер трудился Пётр». Храм выстроен из чередующихся рядов волховского плитняка и плинфы на цемяночном растворе (без скрытого ряда). К массиву храма с северо-западной стороны пристроена квадратная в плане лестничная башня, ведущая на хоры («полати») вдоль западной стены. Снаружи башня выделена дополнительной главой. Другая прибавлена для симметрии. В результате возникает оригинальная композиция трёхглавого собора. Все фасады расчленены лопатками, декорированы двухуступчатыми нишами. Историк архитектуры Алексей Некрасов отмечал, что мастер Пётр «в своем художественном чувстве строителя шёл по пути ко все более и более грандиозному и вместе с тем простому».
В упрощении и усилении старой композиционной схемы закладывались особенности новой школы. Все три княжеские постройки Новгорода — Георгиевский собор Юрьева монастыря, церковь Благовещения на Городище и Николо-Дворищенский собор возводил мастер Пётр.
В 1117—1119 годах на северной окраине города, на правом берегу реки Волхов, выстроен собор Рождества Богородицы Антониева монастыря. Монастырь был северным форпостом Великого Новгорода и связан с именем Антония Римлянина.
Два последних княжеских храма в Новгороде — церковь Иоанна на Опоках (Иоанна Предтечи на Торгу, 1127) и церковь Успения на Торгу (1135—1144) — сохранились в неудовлетворительном состоянии, их многократно перестраивали.
В 1130-х годах архиепископ Нифонт, возглавлявший новгородскую кафедру в 1129—1156 годах, перевёл артель каменщиков в Ладогу, а затем, в конце 1140-х годов, в Псков, где в то время формировался особенный тип крестово-купольного храма. Этому способствовало то обстоятельство, что в 1136 году новгородское вече изгнало из города князя Всеволода Мстиславича, который переехал в Псков. В этот год строительство церкви Успения на Торгу приостановилось и фактически завершился период княжеской архитектуры.
После перерыва в 1160—1190-х годах в Великом Новгороде появилась та же артель, но она выполняла иные заказы. В этот период окончательно формируется новый тип новгородского храма: небольшого по размеру, одноглавого, кубического объёма. Упрощается композиция, унифицируются строительные приёмы. Типичным становится возведение храма за один летний сезон. В конце XII — начале XIII века в Новгороде появляются строители из Полоцка и Смоленска.

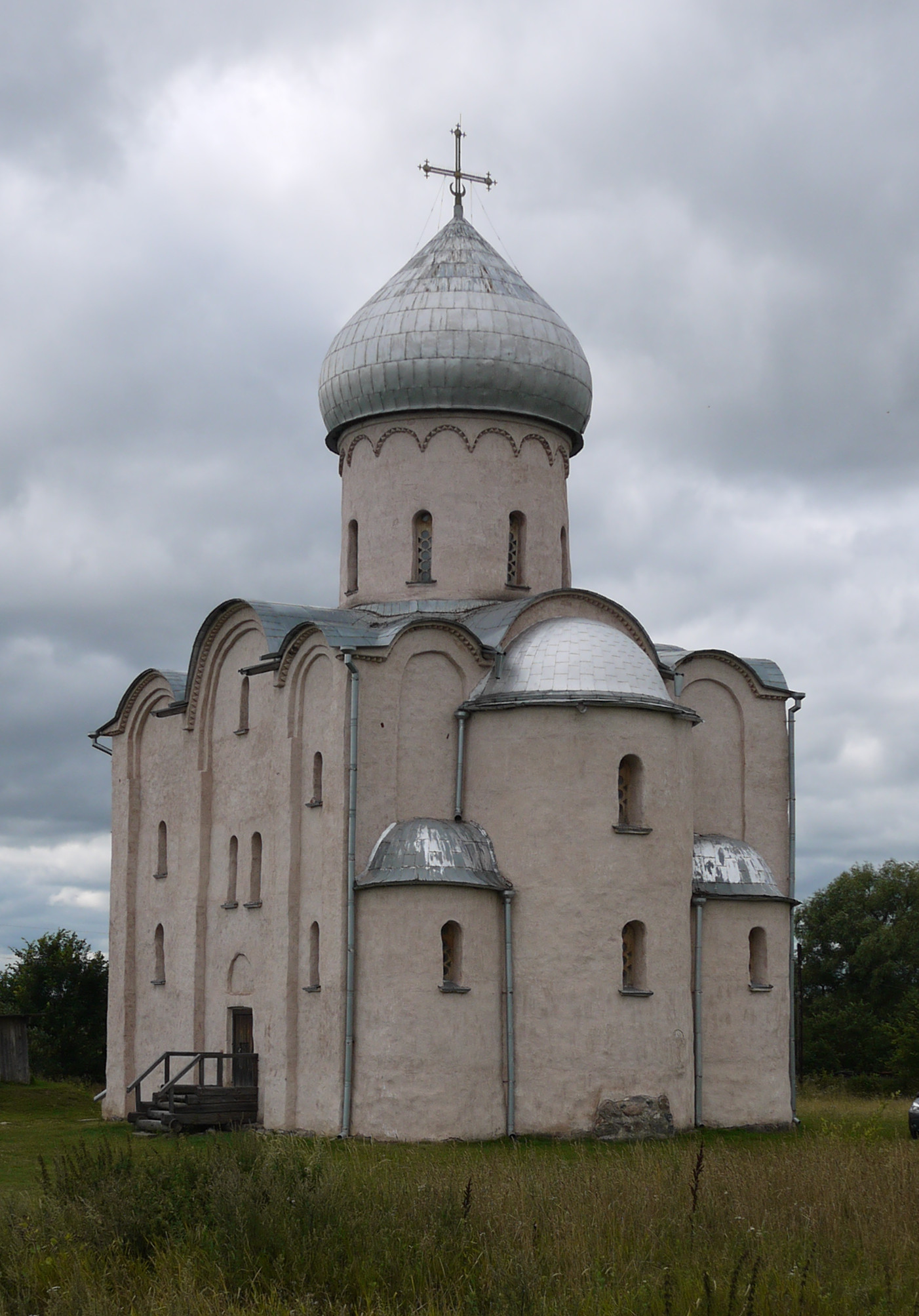
Церковь Спаса на Нередице. 1198

Важнейшим памятником архитектуры новгородской школы является церковь Спаса на Нередицком холме (на правом берегу реки Волхов близ впадения в неё речки Нередицы у Рюрикова городища). Храм заложил в 1198 году князь Ярослав Владимирович возле своей новой резиденции. Церковь Спаса на Нередице представляет собой малую кубическую одноглавую постройку, четырёхстолпную, почти квадратную в плане.
C западной стороны храма был небольшой притвор (его фундамент сохранился), хотя в целом для малых новгородских церквей нетипичны притворы и обходные галереи. Внутри западный рукав креста (крестообразного плана церкви) был разделён по высоте на два яруса деревянным настилом, образующим княжеские хоры. Причем угловые компартименты хоров были закрытыми, открытой внутрь церкви оставалась только средняя часть. В толще западной стены на хоры вела лестница. Строители заменили крещатые столпы квадратными в плане, отказались от лопаток в интерьере, отчего внутреннее пространство храма стало простым и более свободным.
Снаружи смешанную кладку в процессе возведения стен затирали цемяночным раствором из швов. Кладку арочных оконных и дверных проемов и полукружий закомар делали из кирпичей и оставляли открытыми. «Чередование видимых на поверхности кирпичей с кирпичами и камнями, несколько утопленными в раствор, подчёркивало арочные конструкции, зрительно выявляя их работу. Красные кирпичи арок и стен, видимые из-под желтовато-розовой затирки, красновато-коричневые и серовато-зеленые камни в сочетании с пятнами живописи в нишах над входами, а также орнаментальный характер резных деревянных оконниц и, возможно, причелин напоминали красочные вышивки одежд, придавая памятнику народные черты». Кривизна линий, неровности толстых стен отличают нередицкий храм от изысканности иных княжеских построек и придают ему оттенок архаичности, полной духовной мощи, и внутренней силы. Церковь Спаса на Нередице знаменует собой новое течение в новгородском зодчестве XII—XIII веков.
Церковь была расписана в 1199 году. Работы по росписи церкви возглавлял новгородский архимандрит и игумен Юрьева монастыря, мастер-иконописец Олисей Гречин. Фрески поновляли в конце XIII века. Во время войны в 1943 году храм был полностью разрушен, в 1956—1958 годах воссоздан из руин по сохранившимся обмерным чертежам, выполненным архитектором, историком архитектуры и реставратором Петром Покрышкиным. Автором проекта и руководителем восстановления был Григорий Штендер. Но это всего лишь макет. Уникальные росписи погибли, только небольшие фрагменты закрепили на остатках древней кладки. С суровым, по-крестьянски выразительным стилем росписей теперь можно ознакомиться по немногим довоенным фотографиям и акварельным копиям, выполненным в 1913—1927 годах учениками московского Строгановского училища технического рисования под руководством преподавателя училища, архитектора и художника-акварелиста Леонида Браиловского. На Всемирной выставке в Париже в 1867 году были показаны копии нередицких фресок, выполненных московским художником Николаем Мартыновым. Копии хранятся в Русском музее в Санкт-Петербурге.

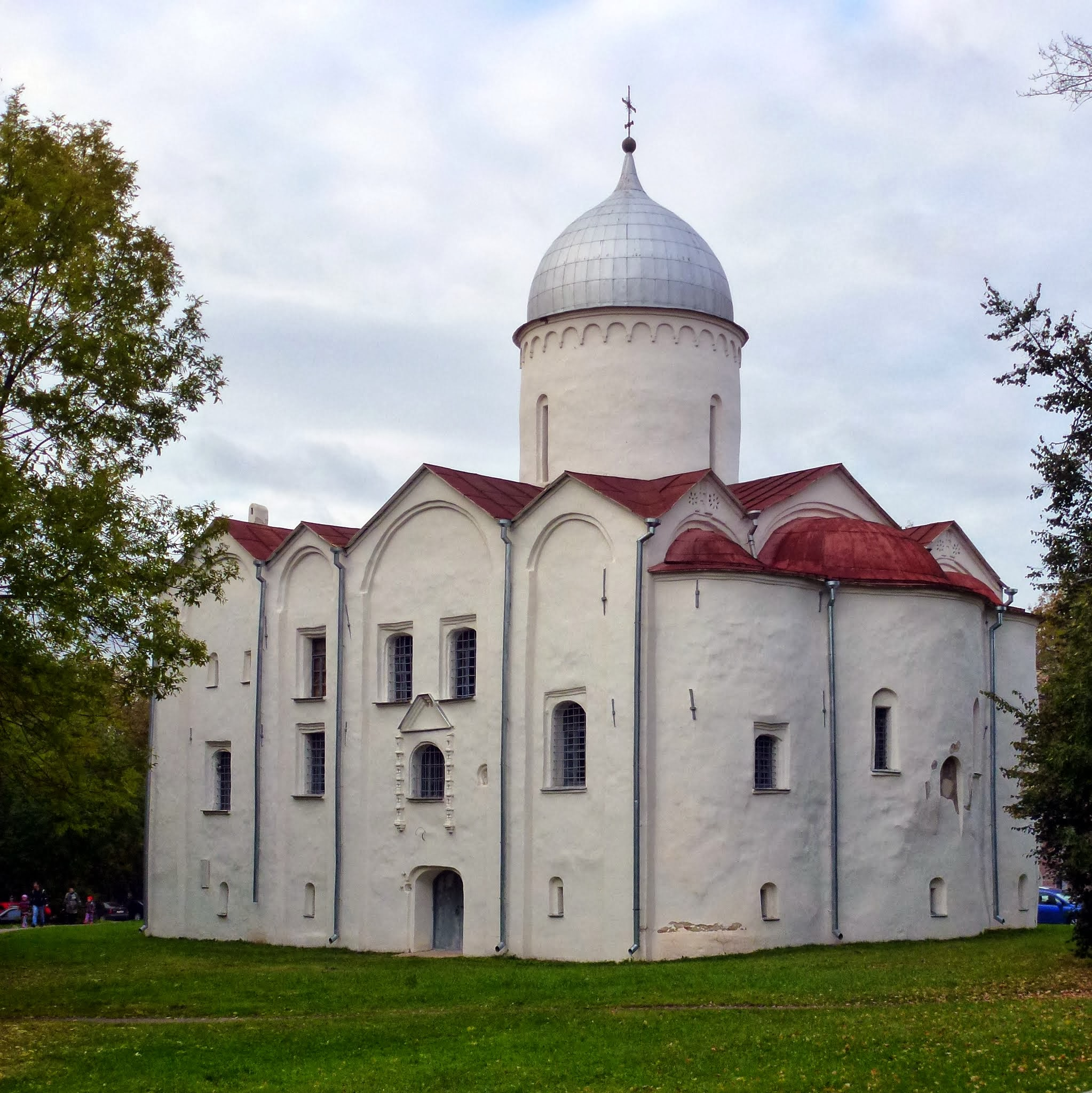
Церковь Иоанна на Опоках. 1127
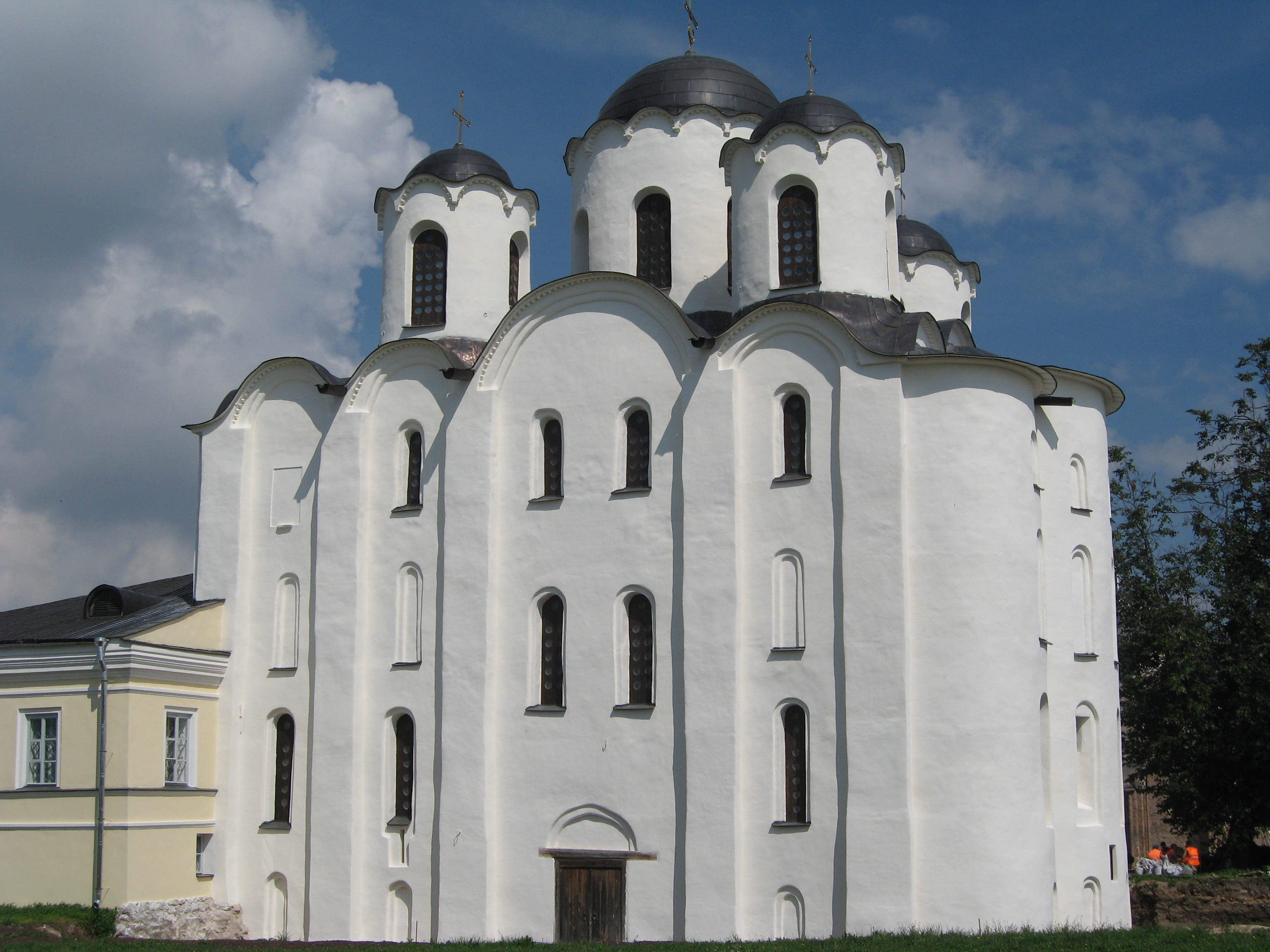
Николо-Дворищенский собор. 1136
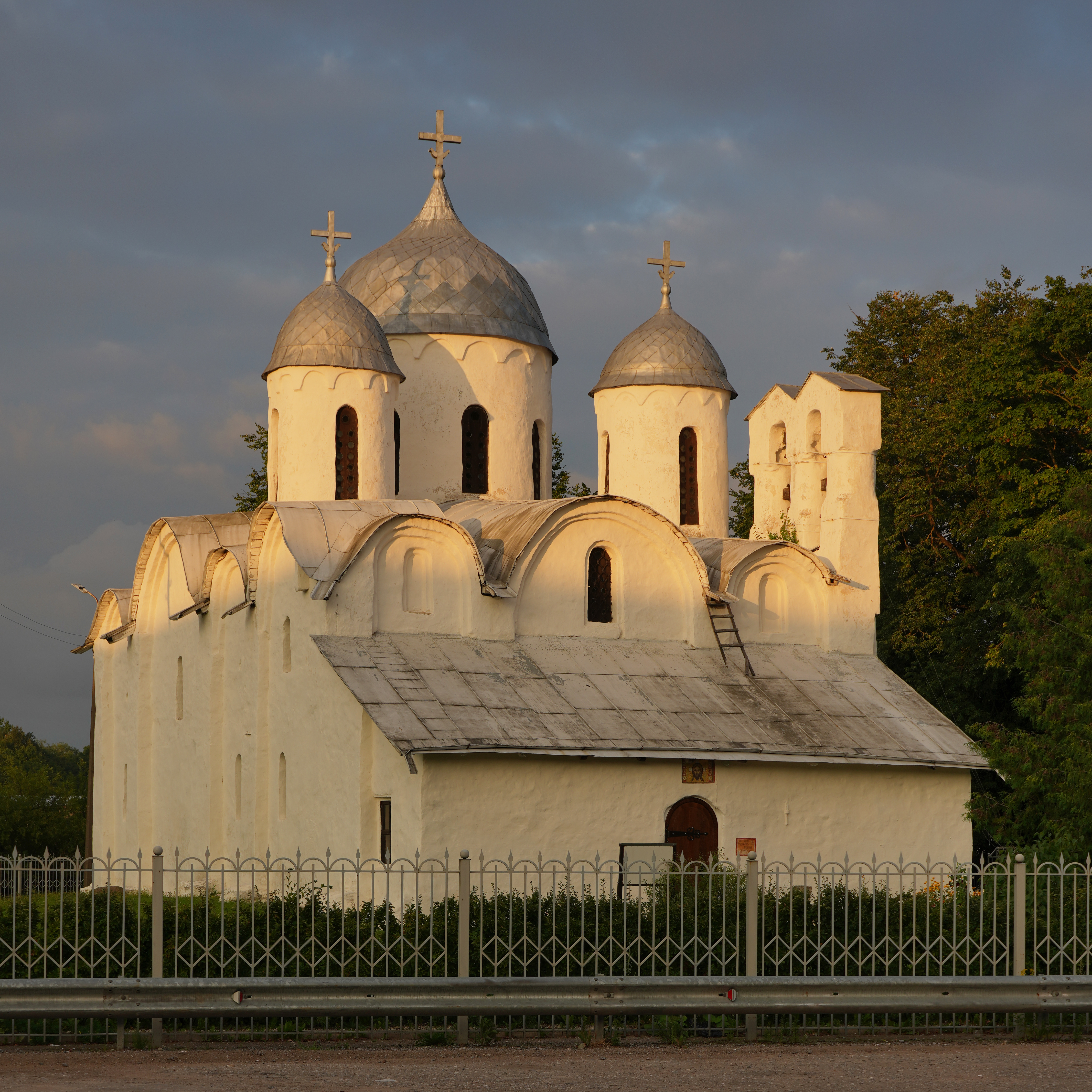
Собор Иоанна в Пскове. 1130-е
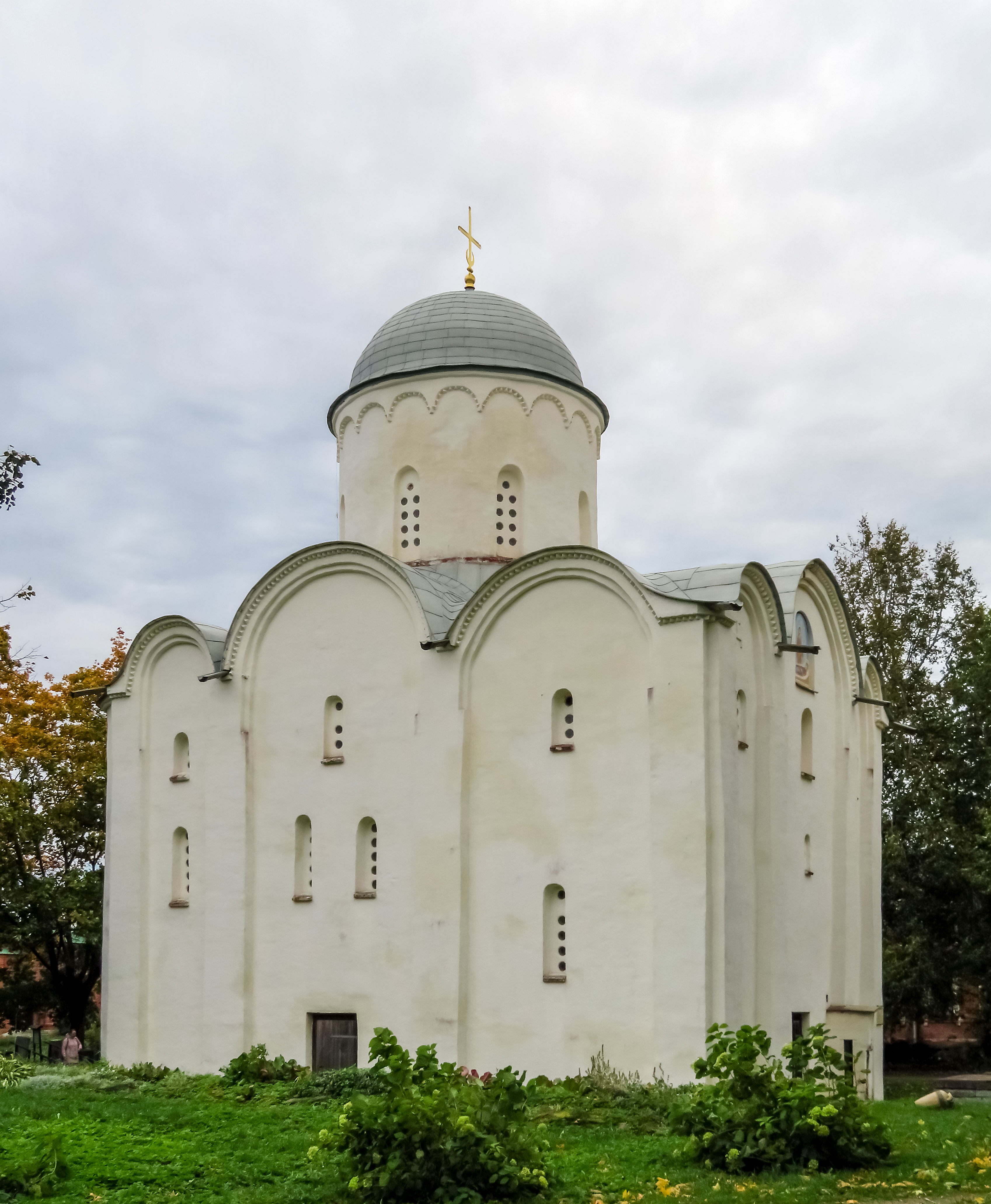
Церковь Успения в Ладоге. 1150-е
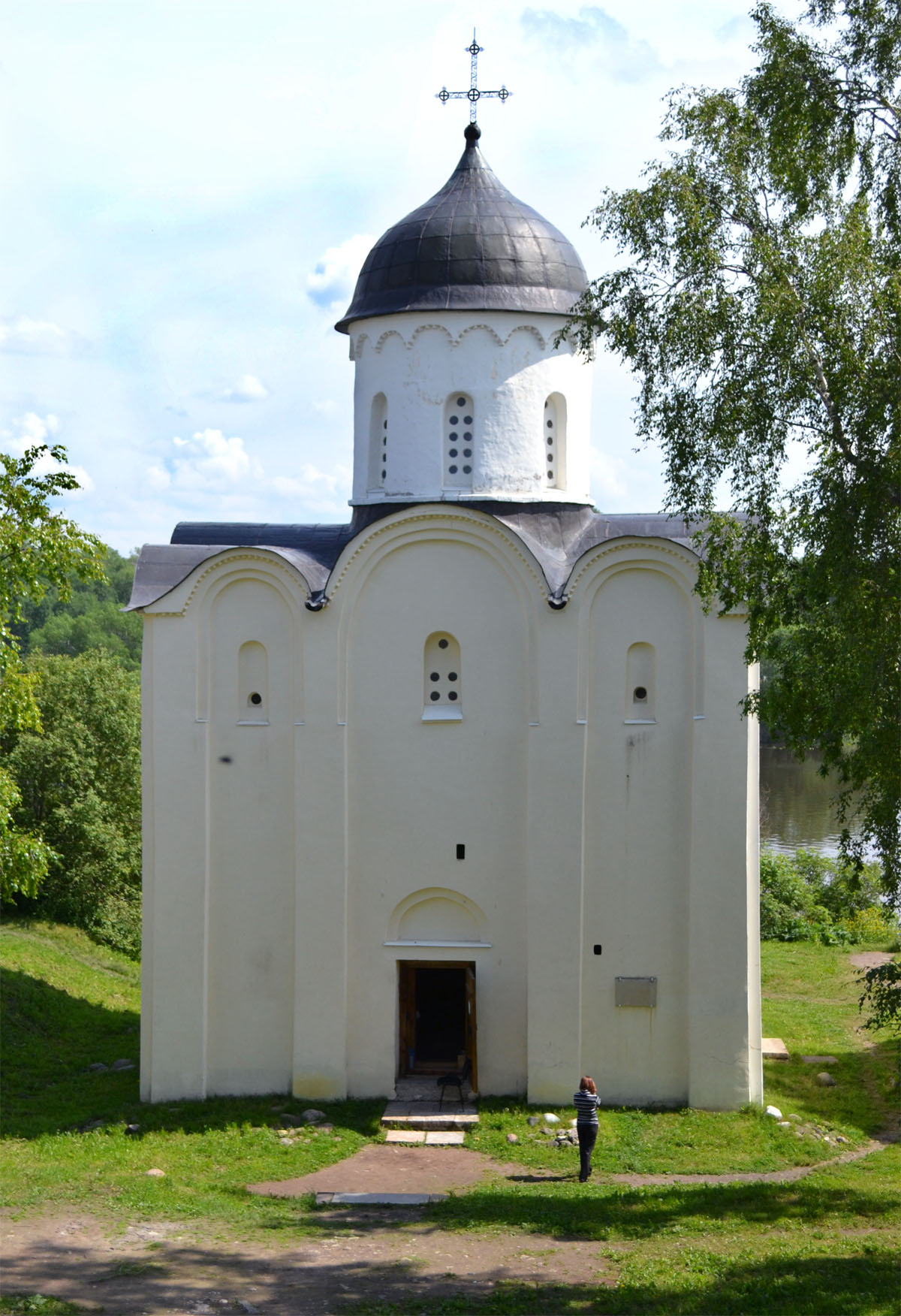
Церковь Георгия в Ладоге. 1166
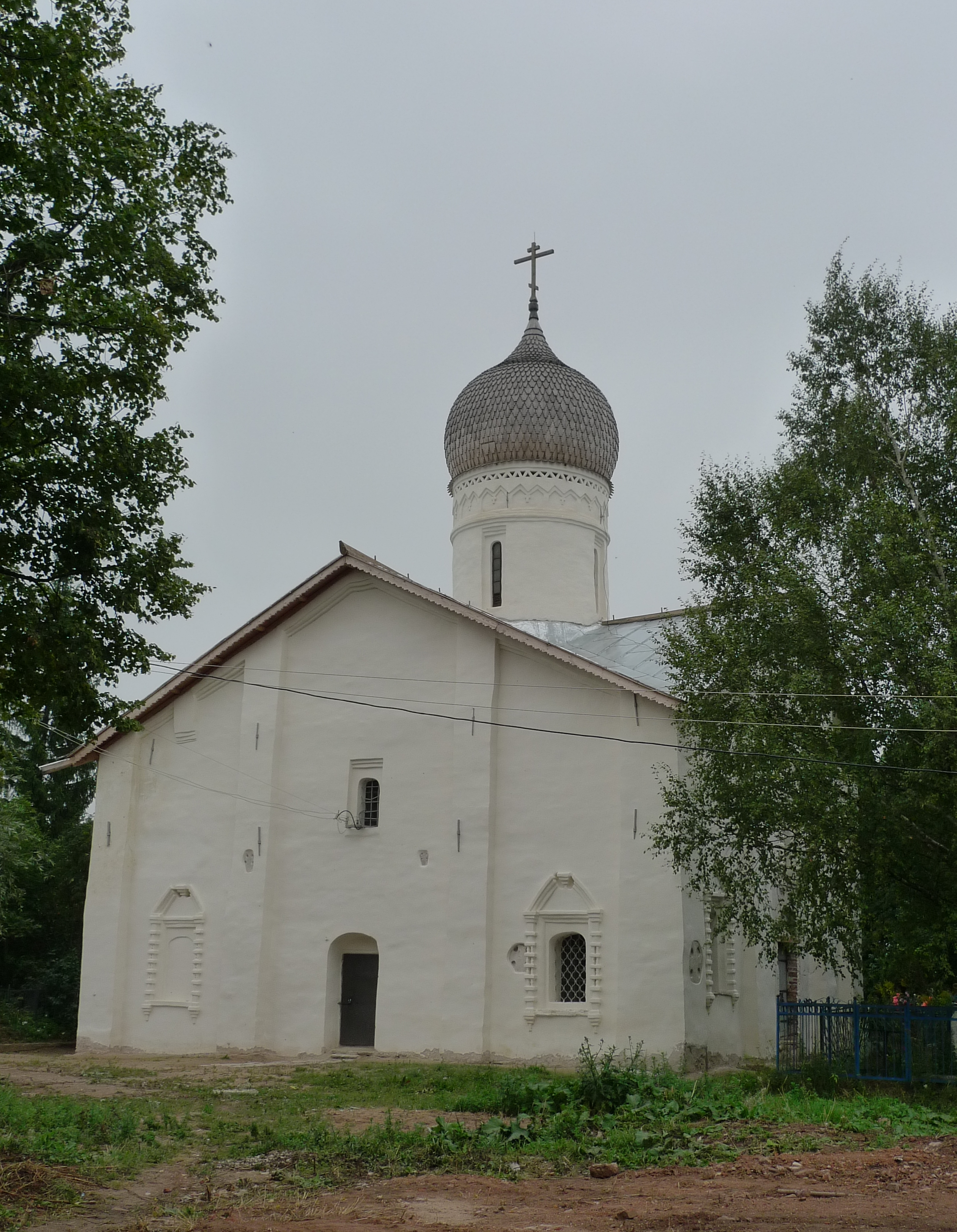
Церковь Благовещения в Аркажах. 1179
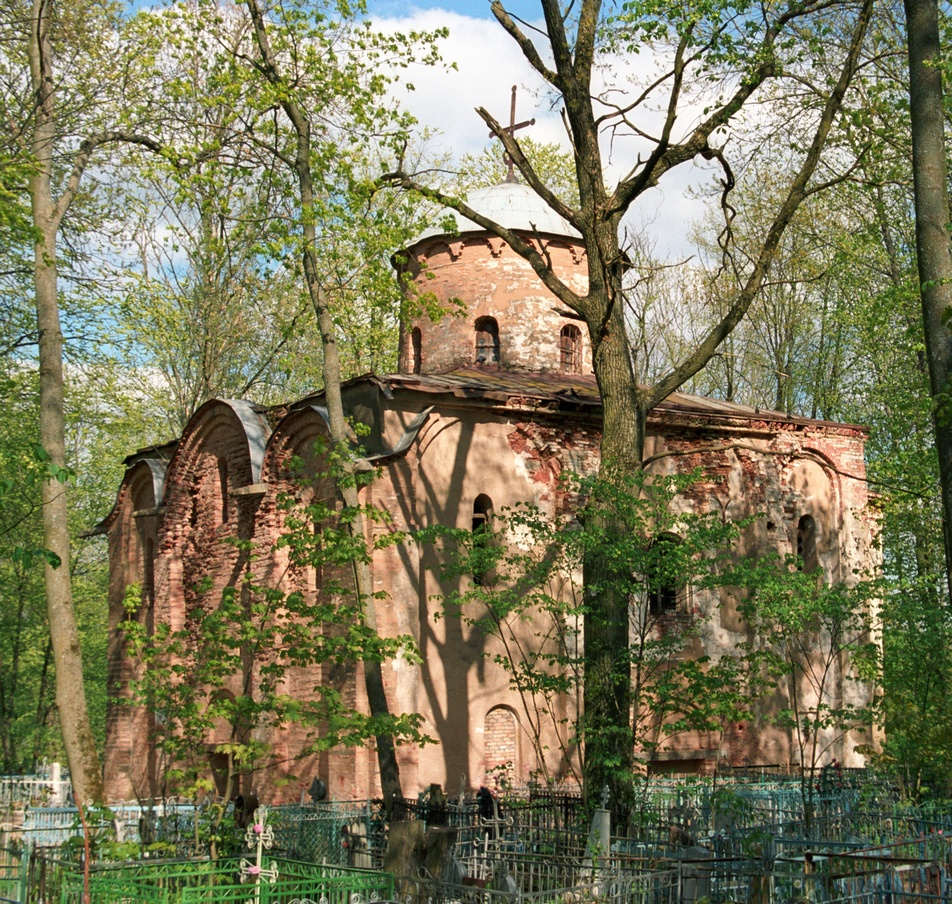
Церковь Петра и Павла на Сильнище. 1192

### XIII век
На рубеже XII—XIII веков близ Новгорода на холме у истока реки Волхов из озера Ильмень возвели маленькую церковь Рождества Богородицы в Перыни. Четырёхстолпный храм с одной пониженной апсидой является прообразом многих последующих новгородских храмов «послемонгольского периода» с вертикальной доминантой пропорций. Стены храма не расчленены лопатками и имеют трёхлопастное завершение, что придает всей композиции пирамидальный характер. Считается, что церковь в Перыни — единственный из сохранившихся памятников архитектуры начала XIII века, в котором соединились особенности новгородской и полоцко-смоленской школ. Образ церкви свидетельствует о начале процесса сложения общерусского типа башнеобразного храма. Формирование такого типа архитектурной композиции в других городах Руси было прервано монголо-татарским нашествием 1240—1480 годов.
К этому же типу храмов относят церковь Параскевы Пятницы на Торгу. Несмотря на многократные перестройки, это здание сохранило черты архитектуры 1156—1207 годов. Храм имеет три пониженных притвора (сохранился лишь северный), уступчатые лопатки на углах (типичные для смоленской школы), боковые апсиды прямоугольной формы. Верхняя часть, вероятно, имела трёхлопастное завершение. Из летописи известно, что церковь строили «заморские купцы», возможно, с помощью смоленских каменщиков, а заканчивали здание новгородцы.
В 1292 году по заказу архиепископа Климента в окрестностях Великого Новгорода на восточном берегу озера Ильмень построена церковь Николы на Липне (все, что сохранилось от Липенского монастыря). Храм также имеет трёхлопастное завершение стен с декоративной аркатурой и отличается новой техникой кладки из брускового кирпича вперемежку с волховским плитняком на растворе извести с песком.

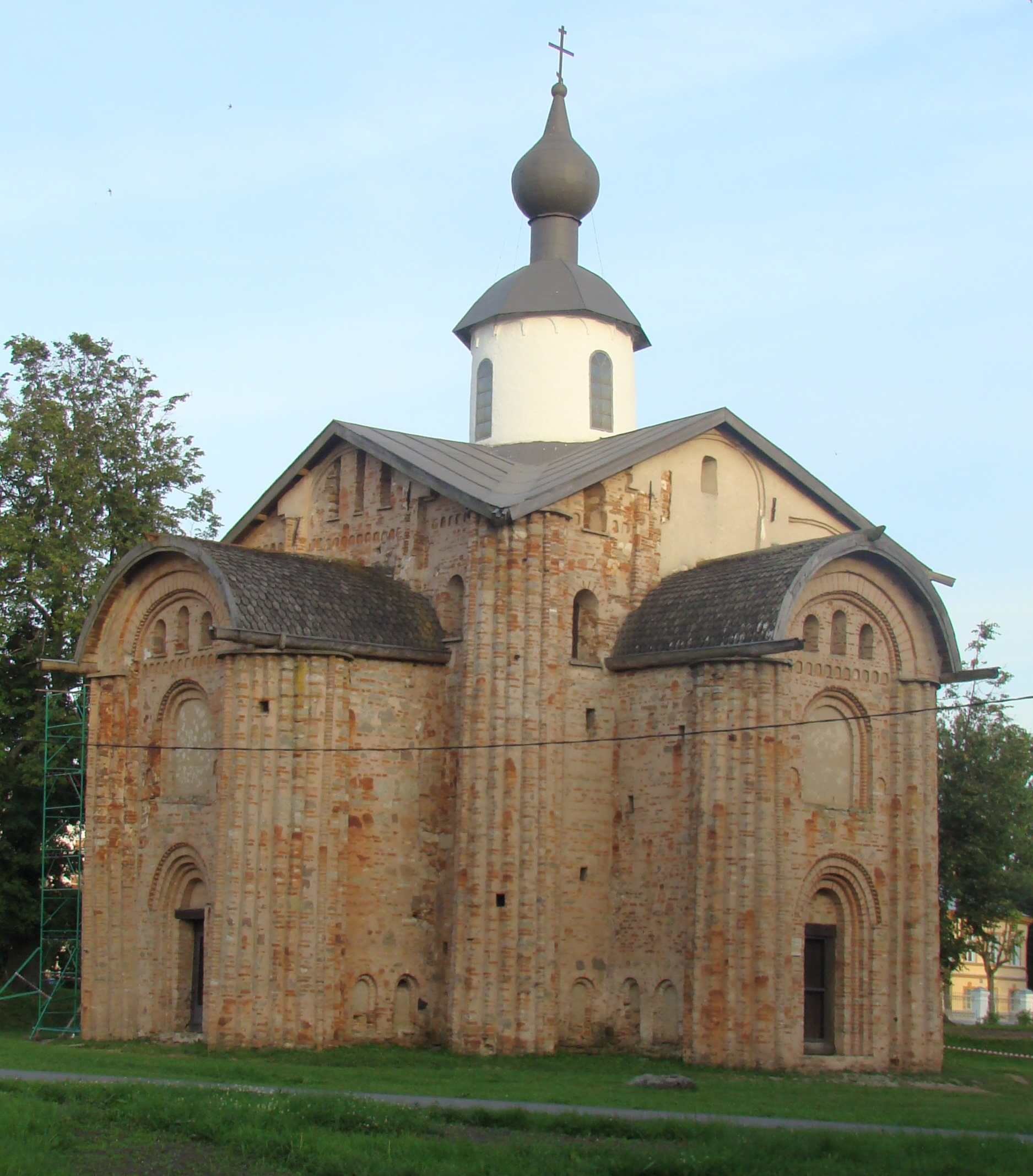
Церковь Параскевы Пятницы на Торгу. 1207
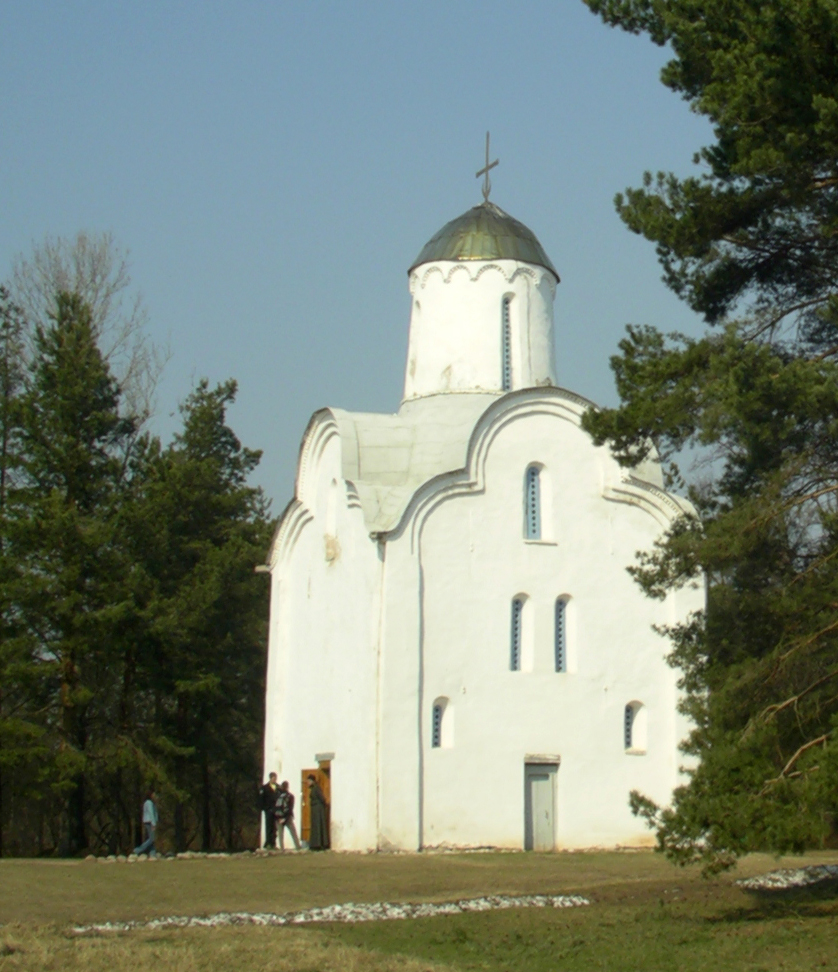
Церковь Рождества Богородицы в Перыни. 1240
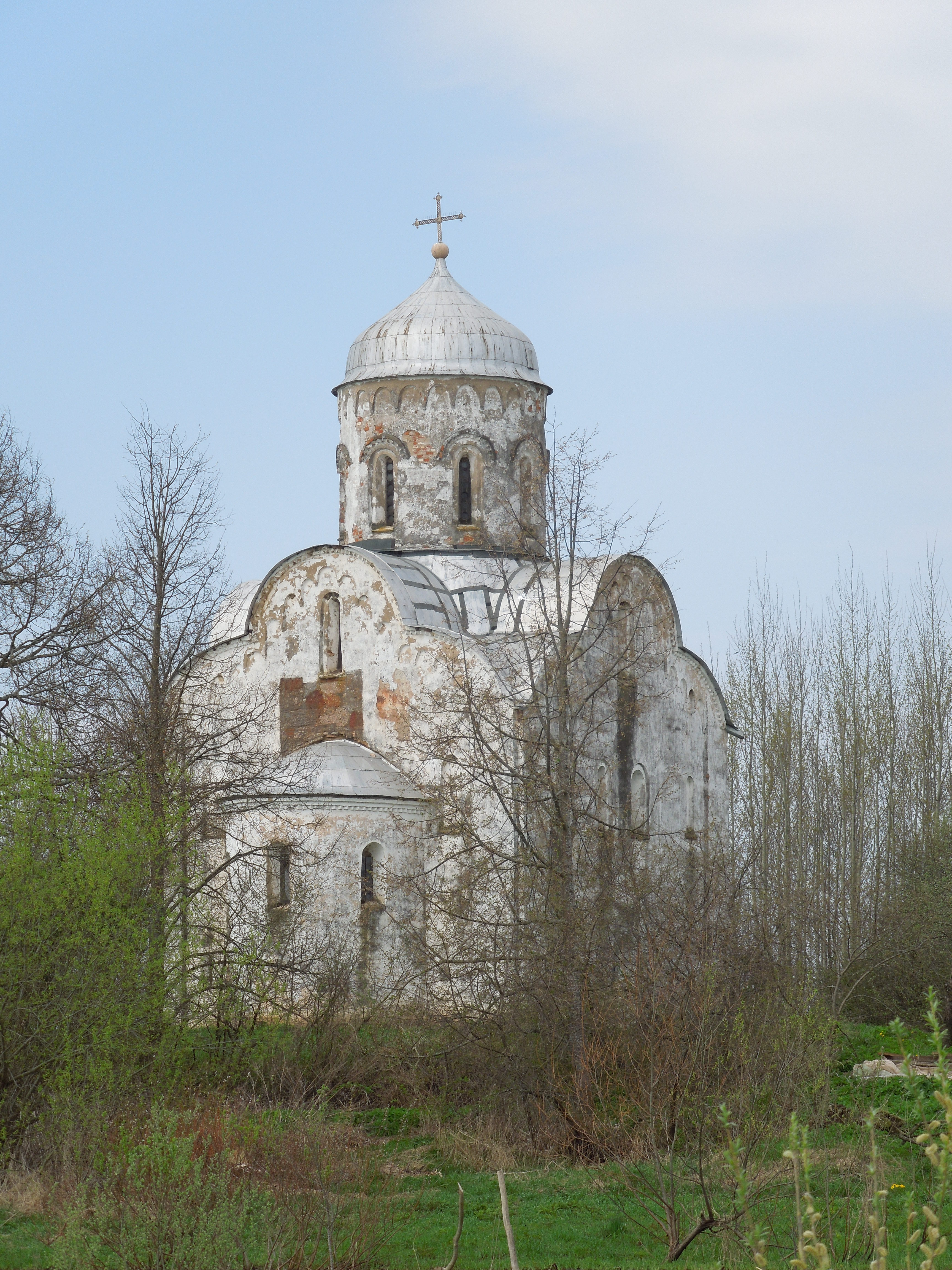
Церковь Николы на Липне. 1292
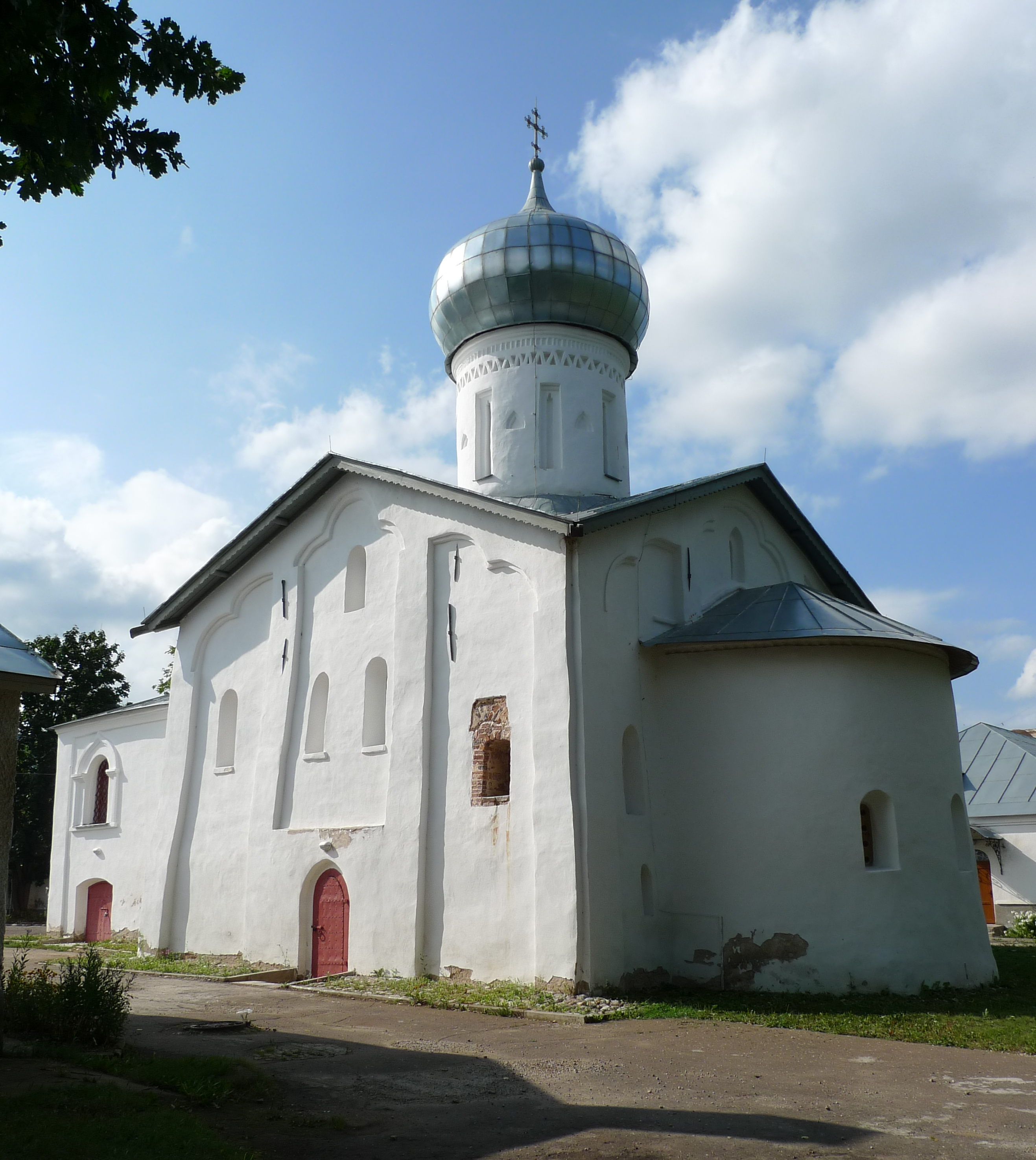
Церковь Николы Белого. 1313

### XIV век

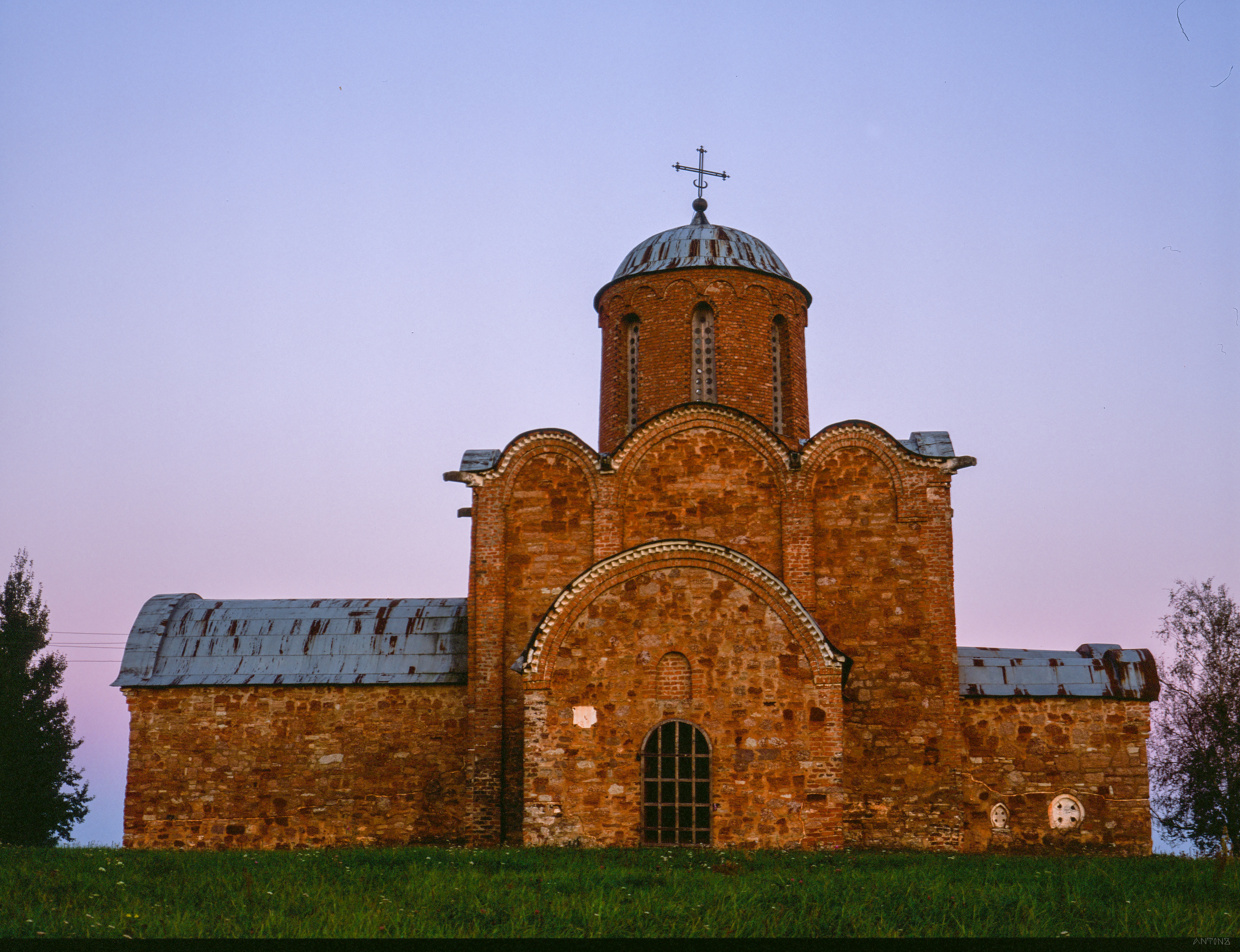
Церковь Спаса на Ковалёве. 1345

Церковь Спаса на Ковалёве (1345) была соборным храмом Ковалёвского мужского монастыря, находившегося в 3 км от Великого Новгорода по московской дороге (монастырь упразднили в XVIII веке). Храм представляет собой оригинальный тип: четырёхстолпный, одноглавый, с одной пониженной апсидой. Он имеет три притвора, похожих на «прирубы» деревянной церкви. Южный притвор был усыпальницей бояр-заказчиков Жабиных. Фасады храма характерны закомарными завершениями, но не расчленены лопатками. Эти черты свидетельствуют о переходном периоде в эволюции композиции новгородских храмов.
В 1380 году церковь была расписана за один сезон — это был год Куликовской битвы — неизвестной артелью мастеров. Виктор Лазарев предполагал работу южнославянской артели под непосредственным византийским влиянием. Однако росписи совершенно оригинальны. Ныне на основе иконографического и стилистического анализа отмечается их связь с сербско-моравской школой XIV—XV веков и, в частности, влияние византийских мастеров, работавших в Фессалониках. Известно, что храмы на Балканах чаще расписывали приглашённые греческие мастера. О работе этих мастеров в Новгороде, помимо знаменитого Феофана Грека, документальных свидетельств нет. О присутствии сербских мастеров также ничего не известно. Поэтому в данном случае справедливо говорить лишь об общем византийском источнике.
В 1941—1942 годах церковь была полностью уничтожена артиллерийским огнём немецкой артиллерии. Остались лишь пятиметровые груды обломков и мелкие кусочки штукатурки. Сохранились неполные фотографии и акварельные копии. Храм сложили заново, но он является условным макетом. В 1965—1970 годах А. П. Греков и его жена В. Б. Грекова, в то время студенты Московского университета, и энтузиасты из многих городов России заново сложили из осколков более 150 м² фресок. Аналогов этой колоссальной работе в отечественной практике не существует. На специальных металлических щитах собранные фрагменты росписи экспонируются в Новгородском музее. В 1987 году издан альбом.
Поблизости от Ковалёва находится деревня Волотово. Церковь Успения на Волотовом поле, возведённая на северной окраине деревни в 1352 году, создана по образцу церкви Рождества в Перыни. Выстроенный из крупных блоков известняка с частичным использованием булыжника, даже среди новгородских памятников этот храм выделяется суровой простотой. Он почти полностью лишён украшений на фасадах. С трёх сторон к церкви примыкали небольшие притворы. Внутри подкупольные столпы значительно придвинуты к стенам, к тому же в нижней части на высоту человеческого роста они были скруглены, что зрительно увеличивало подкупольное пространство небольшого по размеру храма.
Вскоре после окончания постройки Волотовская церковь была расписана, но не полностью, а только в алтарной части. В 1363 году — вторично, причём новая роспись перекрыла старую. Стенопись церкви Успения впечатляет экспрессивностью, динамикой и беглой манерой, доходящей до гротеска. Считается, что в то время новгородское искусство испытало вторичное воздействие Византии, причём более мощное, чем первое. Во время войны в 1941 году храм был полностью уничтожен, остались лишь копии фресок и фотографии, сделанные в 1909—1910 годах историком древнерусского искусства Леонидом Мацулевичем. Церковь воссоздана в 2001—2003 годах.
Тип одноглавого новгородского храма получил классическое завершение в постройках конца XIV столетия. Церковь Феодора Стратилата на Ручью на Торговой стороне была выстроена за один сезон в 1360—1361 годах. Храм представляет собой кубический объём с трёхлопастным завершением фасадов, одной главой и одной апсидой (существует версия об изначальном восьмискатном покрытии). Фасады разделены на три части лопатками, отвечающими внутренней структуре здания. Наружные стены украшены разнообразными элементами: аркатурами, нишами, бровками, валиками, крестами — рельефными («голгофами») и вкладными (углублёнными). В нишах фасадов ранее имелись фресковые изображения — иконы Богоматери Знамение, «Не рыдай Мене, Мати» и другими. Причём насыщенность декоративных элементов увеличивается к верхней части здания. В этом, как и в общем силуэте церкви, видят влияние западноевропейского готического стиля.
Внутреннее пространство церкви тяготеет к зальному типу, поскольку четыре подкупольных столпа смещены к стенам. На хоры (полати) ведёт каменная лестница, устроенная не в толще стены, как обычно, а в северо-западном компартименте. В период между 1361 и 1396 годами храм был расписан. Сведения о мастерах не сохранились, но есть греческие надписи, сделанные вполне грамотно, что позволяет предположить участие византийских мастеров. Экспрессивный стиль росписей сближает их с другими образцами новгородской стенописи первой половины XIV века, возможно, связанных с прибытием на Русь мастеров вместе со знаменитым мастером Феофаном Греком. В 1374 году на Торговой стороне «уличанами» (жителями улицы) была построена церковь Спаса Преображения на Ильине улице. Через четыре года после постройки, в 1378 году церковь была расписана Феофаном Греком.
В каменном зодчестве Северо-Западной Руси происходили процессы канонизации выработанного в Великом Новгороде типа одноглавого кубического храма. Особое значение имела тенденция «повышения пропорций», приведшая зодчих к идее пирамидальной композиции. Тип одноглавого пирамидального храма зародился одновременно в Полоцке, Чернигове, Новгороде и Пскове. «Повышение пропорций» было повсеместным явлением, хотя и проявлялось своеобразно в различных школах. «Нарастание локальных особенностей архитектуры в разных областях Древней Руси», связанное с формированием местных школ, по мнению Н. Н. Воронина, М. К. Каргера, А. Л. Якобсона и многих других исследователей, развивалось в одном направлении, «следуя одним и тем же архитектурно-художественным принципам», что означало «тенденцию к созданию общерусского зодчества».
Толчок этому процессу дало строительство Великого Новгорода. Именно в этом городе утонченно-византийская княжеская культура вытеснялась простонародной в результате смены заказчиков: вместо князя зажиточные купцы, бояре или «уличане» — жители одного прихода. Перемена идеологии каменного строительства означала завершение культуры Древней Руси.

### XV век
В XV веке обострялось противоборство Москвы и Великого Новгорода. Великий князь московский Иван III Васильевич в это время противостоял татарской Золотой Орде и укреплял Московское государство, в том числе и на западных рубежах. Новгородский архиепископ Евфимий, занимавший кафедру в 1429—1458 годах, был ярым врагом Москвы и боролся за полную независимость Великого Новгорода. В 1471 году новгородцы заключили союз с польским королём и великим князем литовским Казимиром IV. В ответ Иван III предпринял поход на Новгород, разгромил новгородское ополчение, казнил посадника Дмитрия Борецкого, выслал бояр и обложил город непомерной данью.
В 1478 году Иван III повторил поход, занял Новгород и официально упразднил городские «вольности». В этот период новгородское храмовое строительство приостановилось.

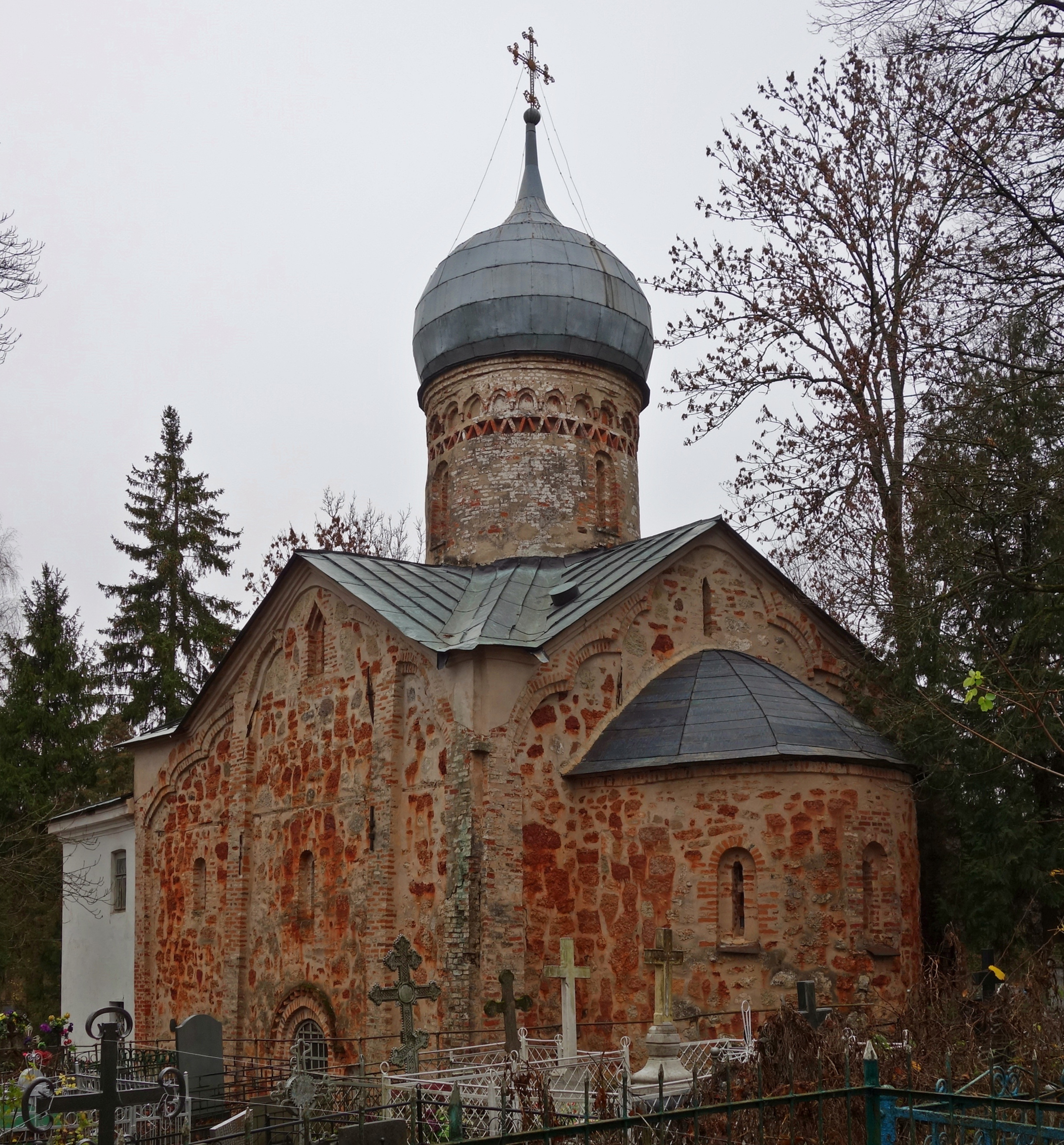
Церковь Рождества Христова на Красном поле. 1382
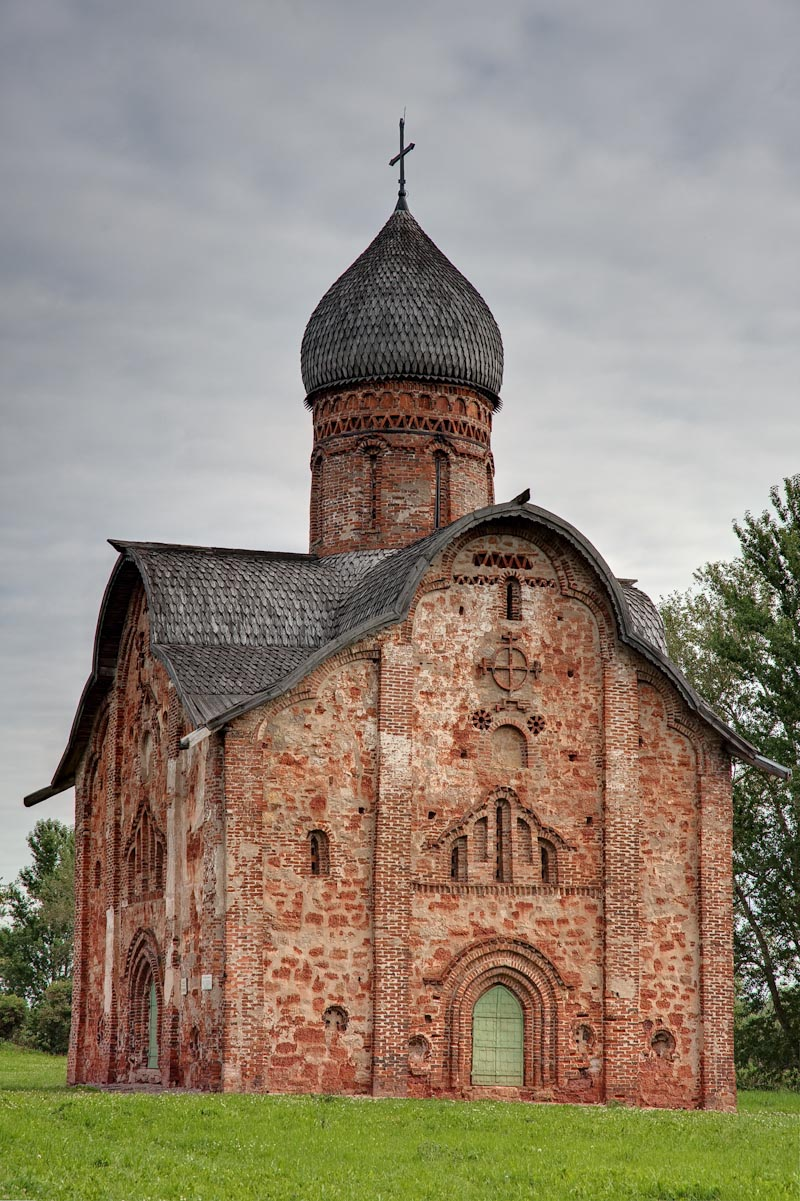
Церковь Петра и Павла в Кожевниках. 1406
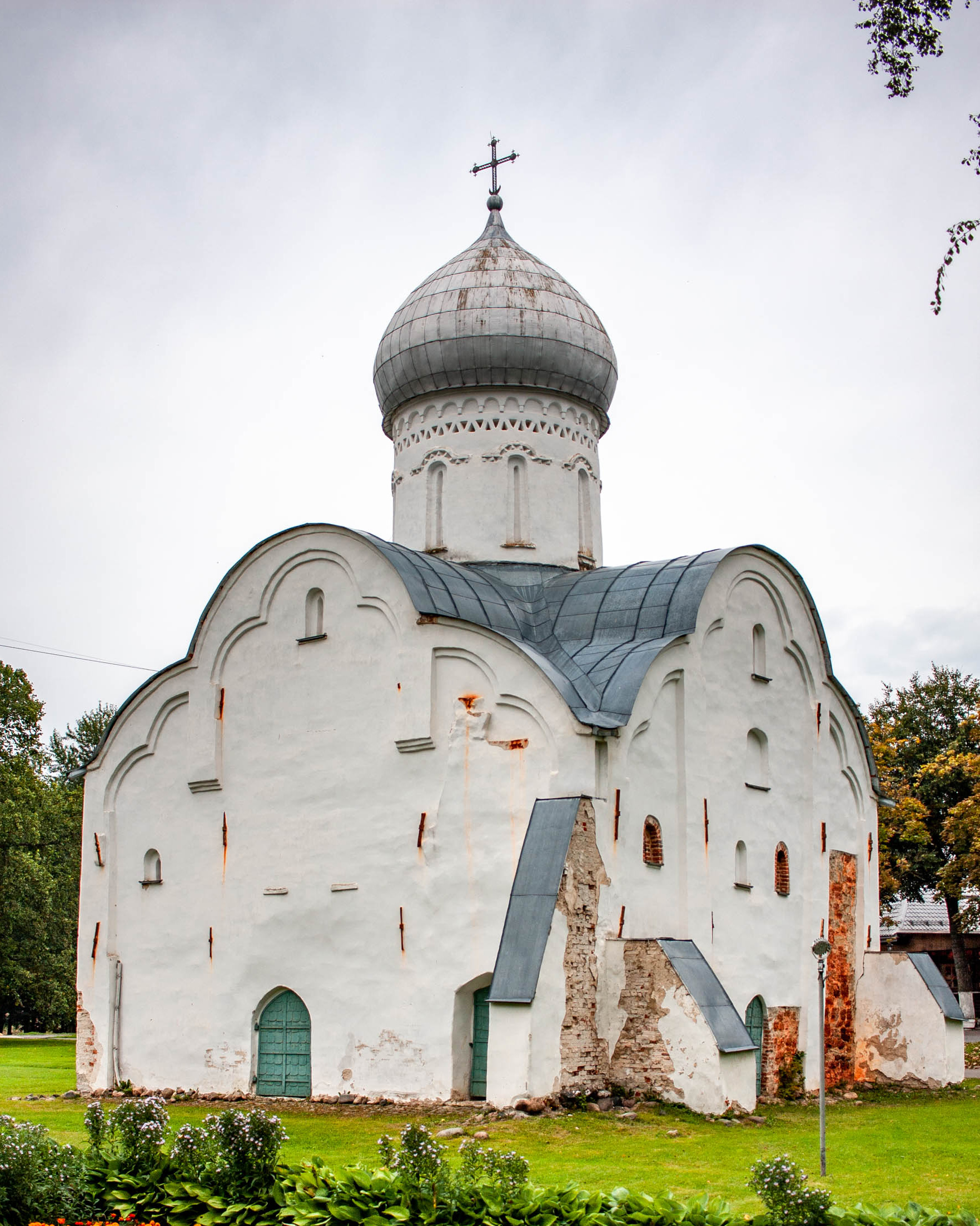
Церковь Власия на Волосовой улице. 1407
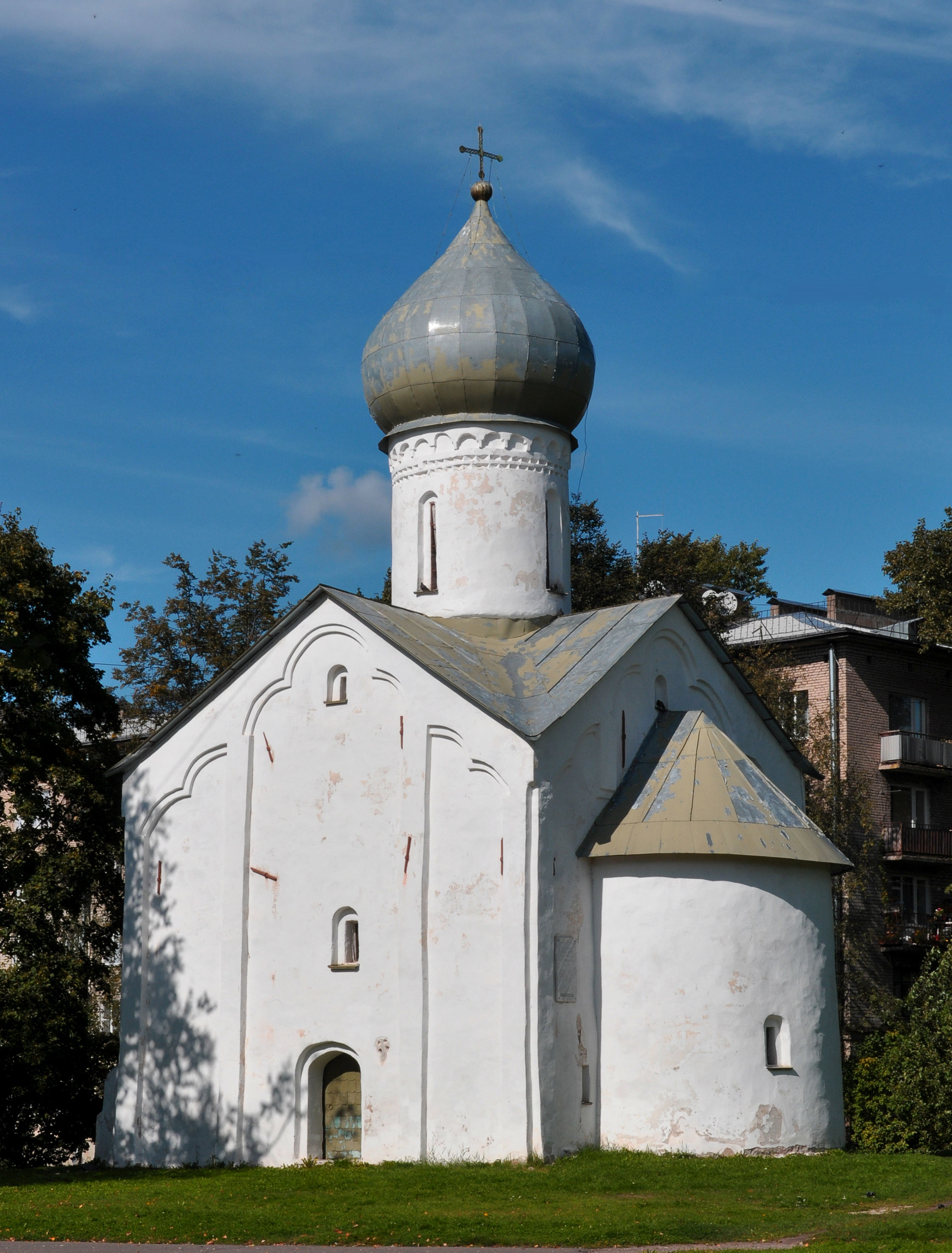
Церковь Двенадцати Апостолов на Пропастех. 1455
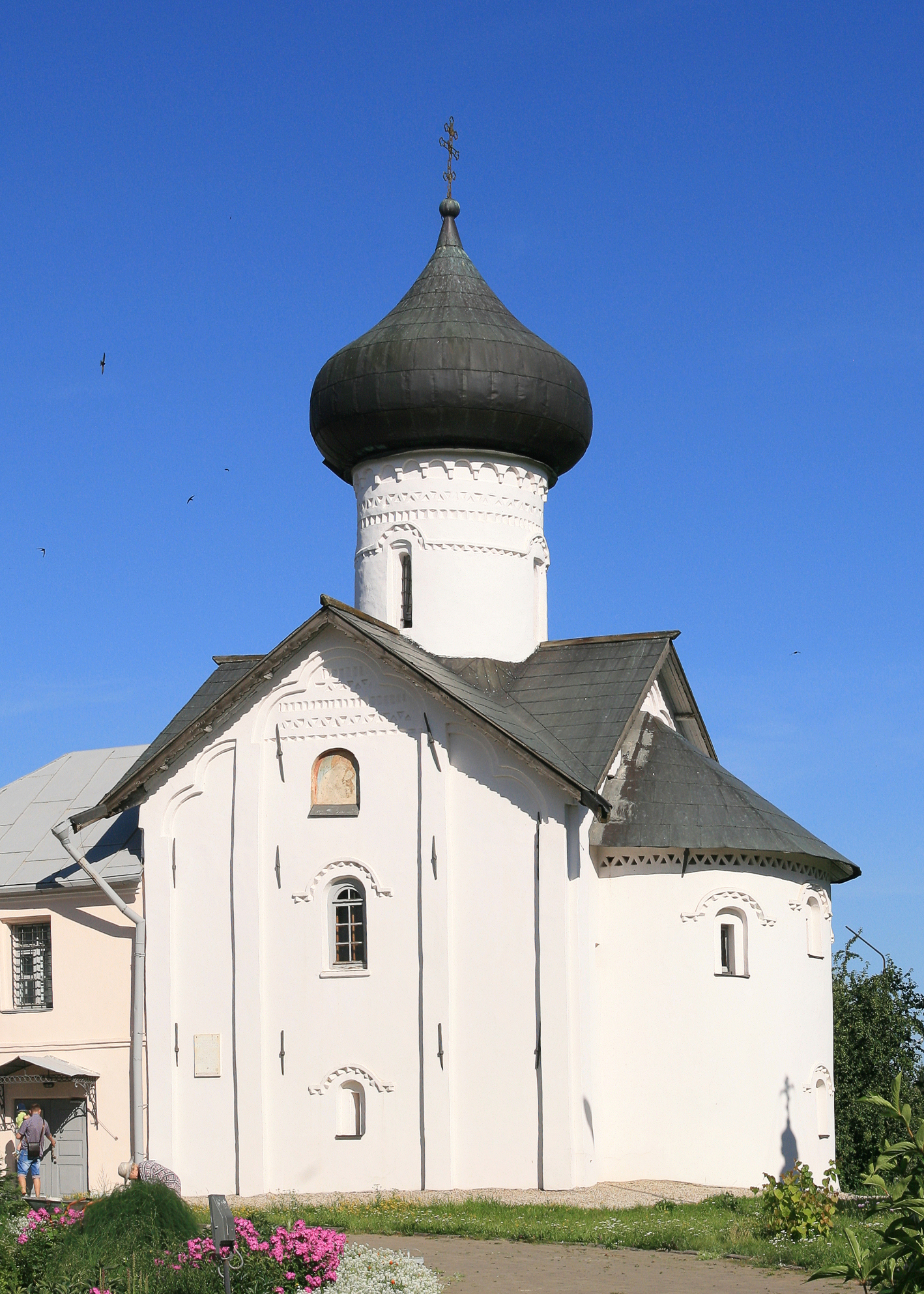
Церковь Симеона Богоприимца. 1468

## XVI век
Царь Иван IV Грозный, продолжая политику своего предшественника Ивана III по укреплению Московского государства, подозрительно относился к новгородцам из-за их контактов с Западом. В феврале 1570 года царь «с великим войском» взял Новгород, а затем двинулся на Псков. Последующий период развития русского искусства связан с гегемонией московской школы.

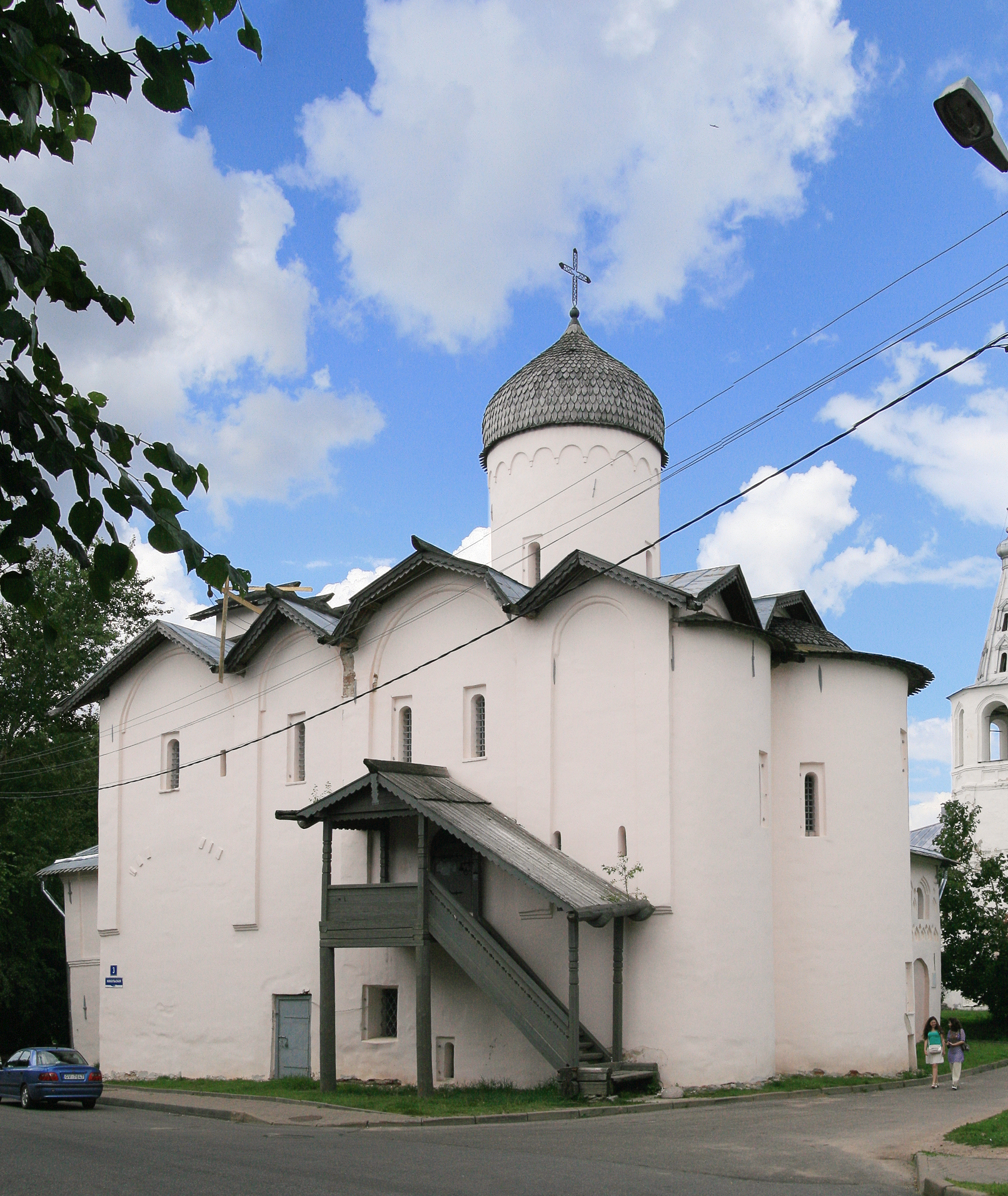
Церковь Жён-Мироносиц. 1510
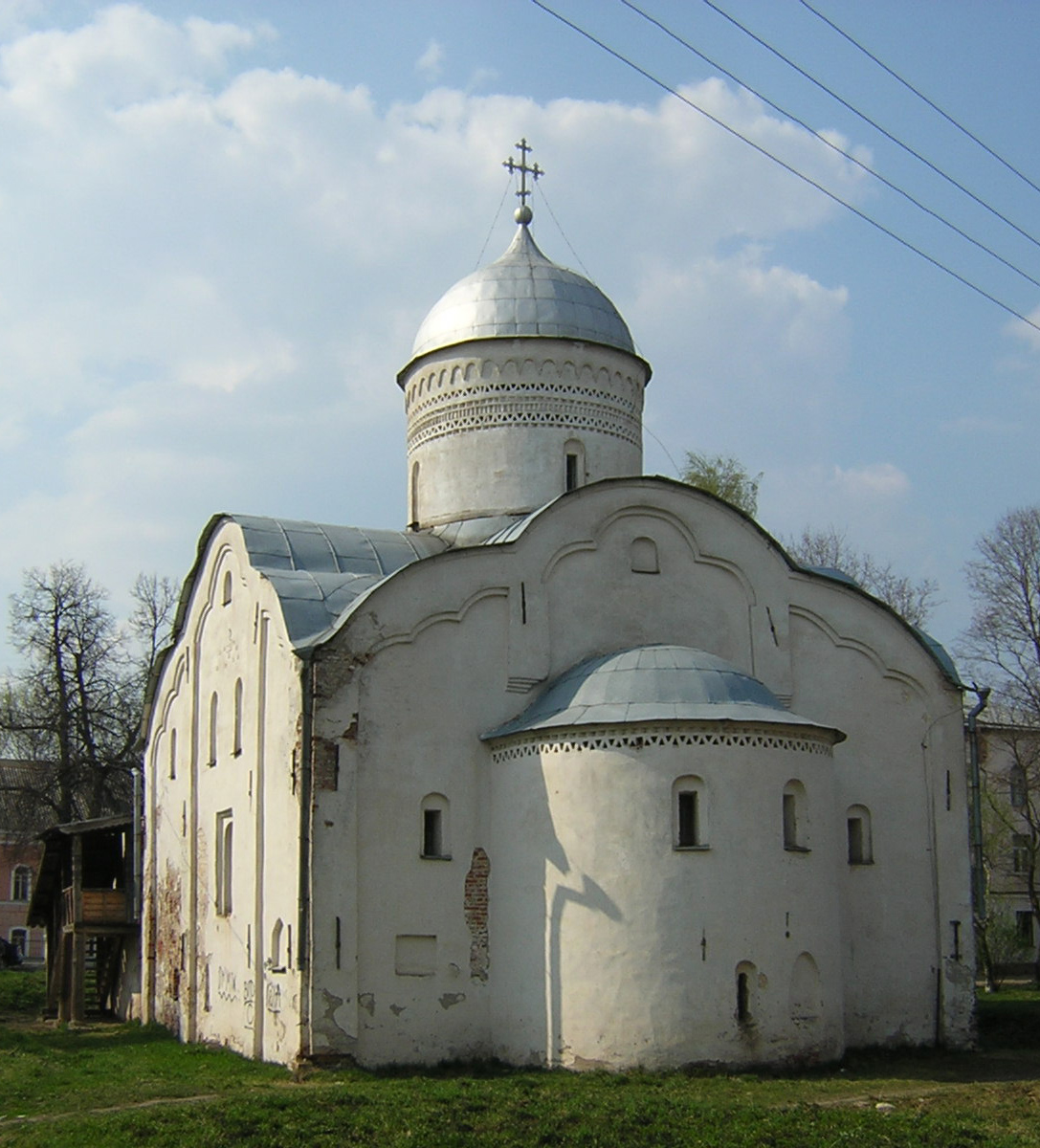
Церковь Климента. 1520
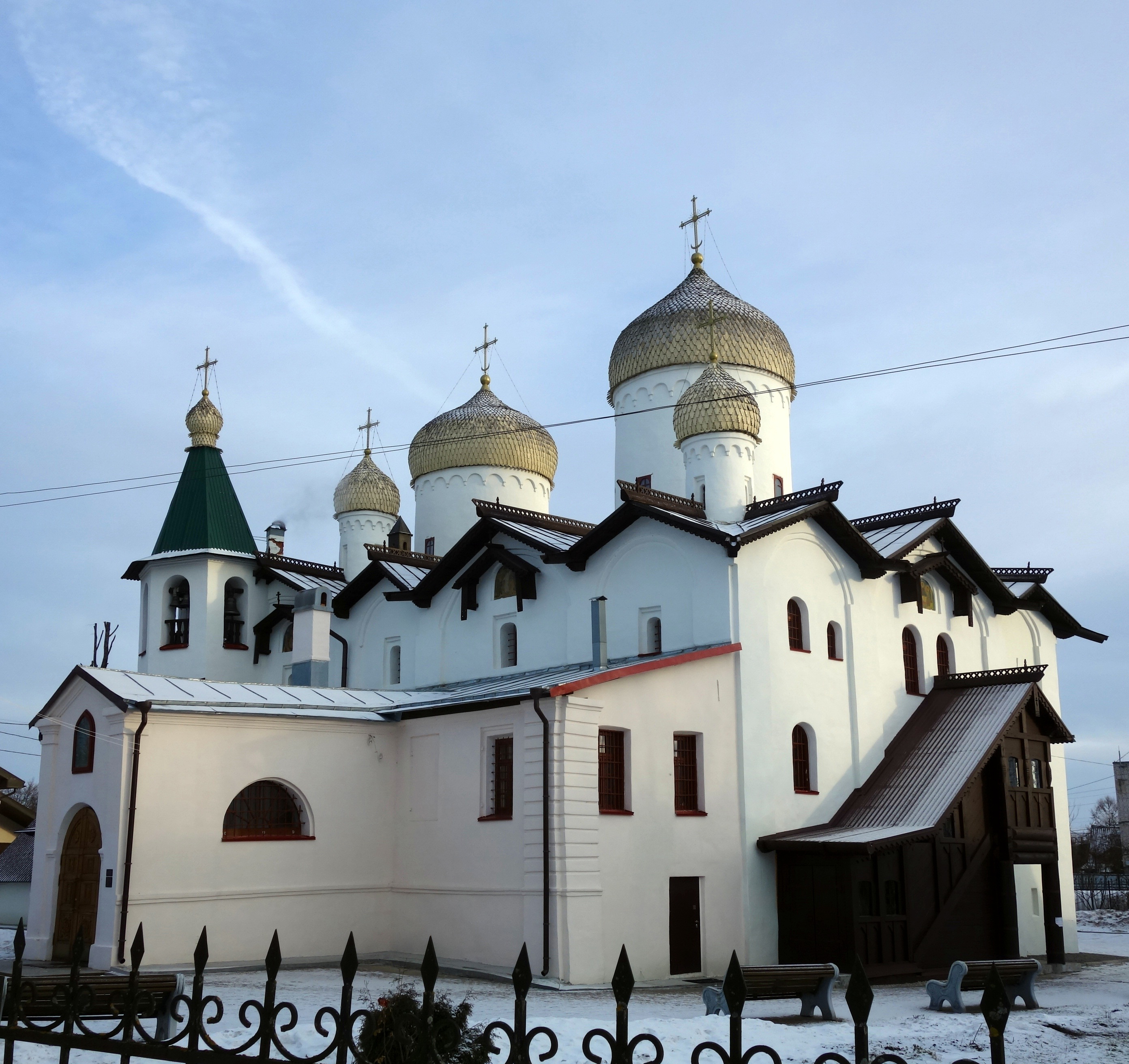
Церковь Апостола Филиппа. 1528
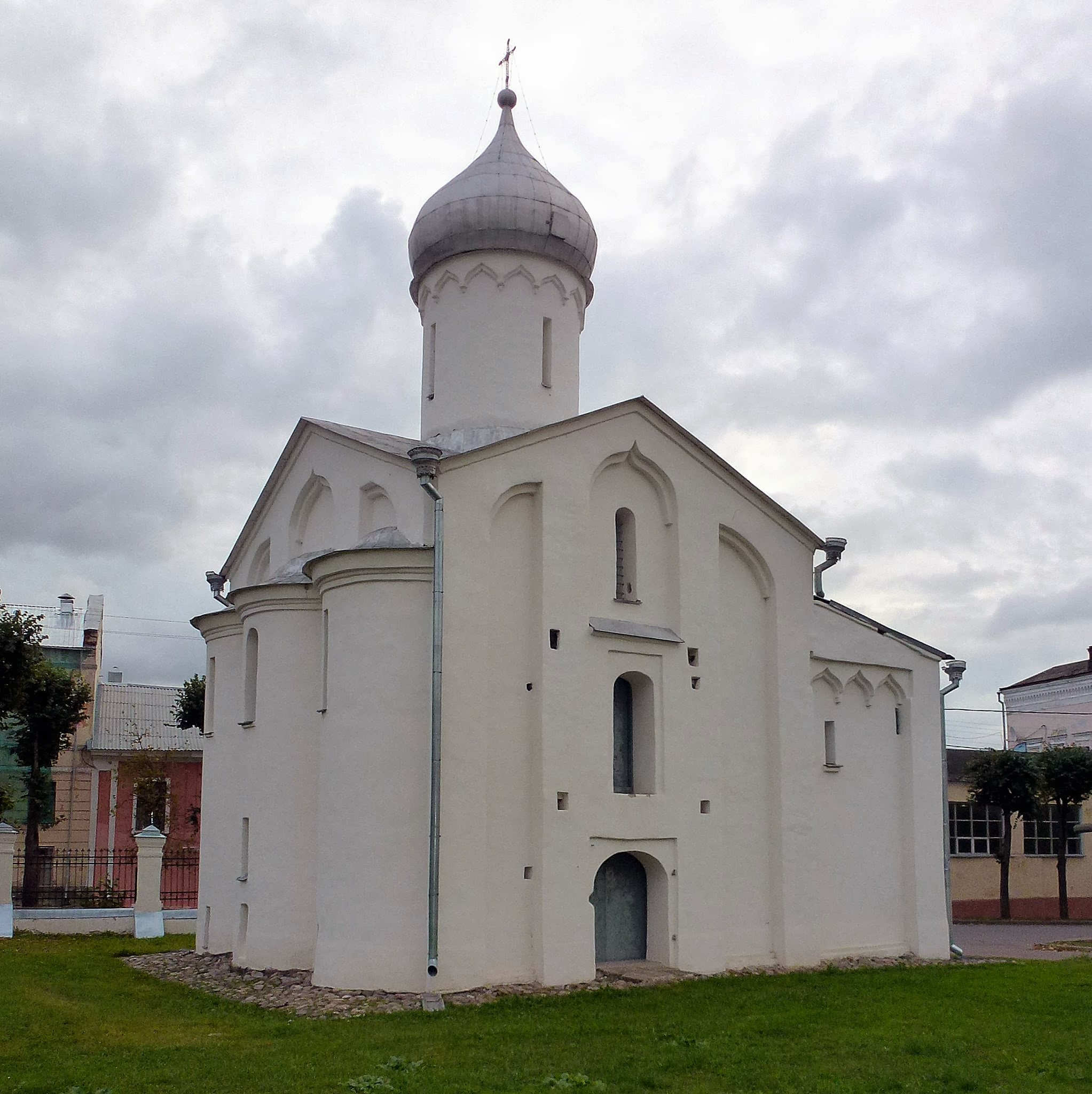
Церковь Прокопия. 1529
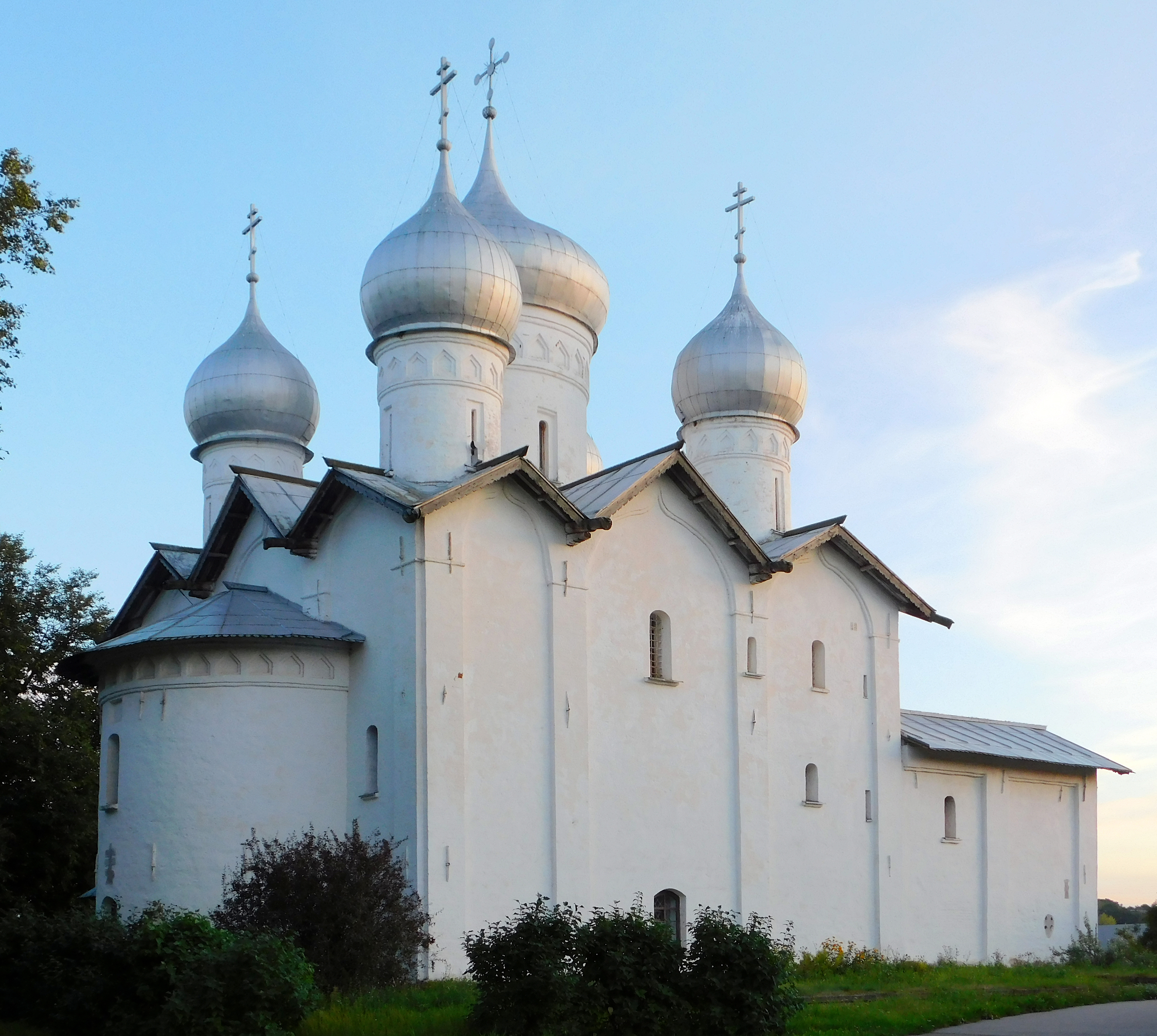
Церковь Бориса и Глеба в Плотниках. 1536

## Иконопись и фреска

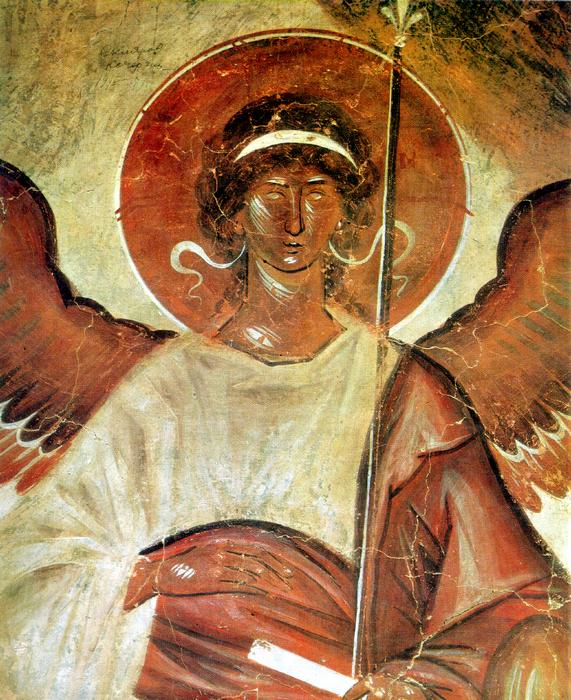
Троица Ветхозаветная. Деталь. Фреска Феофана Грека. Троицкий придел церкви Спаса Преображения на Ильине улице. 1378

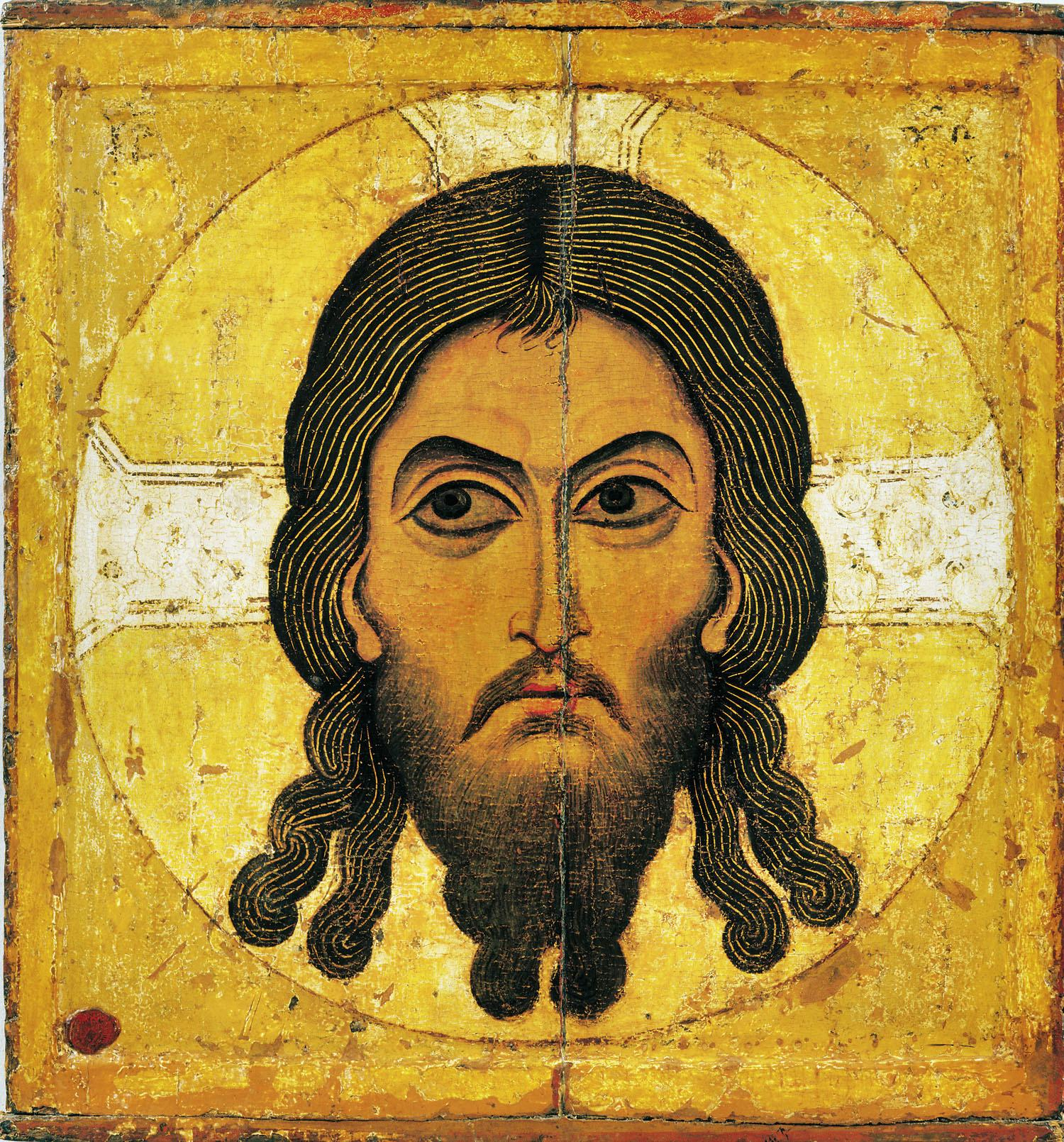
Спас Нерукотворный. Икона новгородской школы. 1130—1190. Третьяковская галерея, Москва

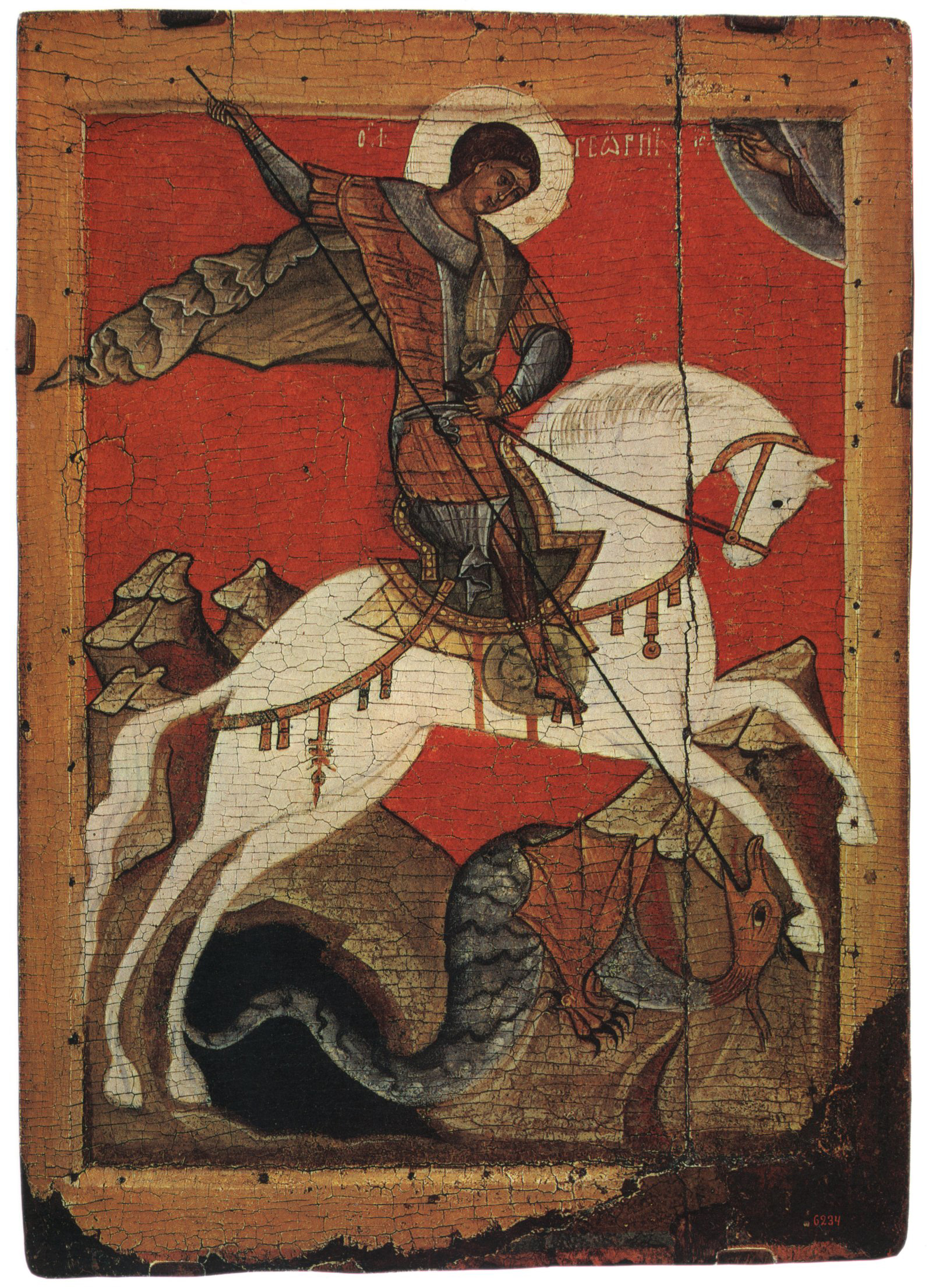
Чудо Георгия о змие. Икона новгородской школы. 1390-е гг. Русский музей, Санкт-Петербург

Самобытный стиль монументальных росписей мастеров новгородской школы формировался в XI—XII веках. Его отличительные черты: энергичная манера письма и экспрессивная трактовка образов. Огромное значение в истории древнерусского искусства имеет работа Феофана Грека в новгородской церкви Спаса Преображения на Ильине улице (1378). Мастер Феофан создал собственную, необычную, манеру письма. Иногда её называют «скорописью»: почти монохромное письмо без моделировки деталей с характерными пробелами, будто фиксирующими Фаворский свет вспышками белых мазков на ликах, руках и одеждах. Не случайно эту манеру связывают с экспрессивным течением византийской живописи XIV века, времени Палеологовского Ренессанса и учения исихазма.
Ценное свидетельство о работе Феофана оставил Епифаний Премудрый в письме Кириллу Тверскому (составленному, вероятно, в 1413 году): «Когда же он всё это рисовал и писал, никто не видел, чтобы он смотрел на образцы, как это делают некоторые наши иконописцы, которые, полные недоумения, все время нагибаются, глазами бегают туда и сюда, не столько работают красками, сколько принуждены постоянно глядеть на образец… Когда Феофан создаёт образы… он не стоит спокойно, языком беседует с приходящими, умом же размышляет о постороннем и разумном; так он своими разумными чувственными глазами видит всё разумное и доброе».
Фресковые росписи церкви Феодора Стратилата также уникальны и, вместе с тем, демонстрируют основные особенности новгородской школы: беглое экспрессивное письмо с использованием разбелённых охр или плотных белил, с включением прозрачно-голубых (со временем они изменились в цвете) и золотистых оттенков. Росписи создают ощущение «развеществлённости материи, лишённой чувственных ассоциаций». Изображения кажутся бесплотными. «Эта летучая световоздушная маэстрия невольно воскрешает в памяти древние произведения, хранящие в себе живой дух эллинизма,— такие как фрески Кастельсеприо в Италии или миниатюры знаменитого свитка Иисуса Навина в Ватиканской библиотеке. Подчас такие же ассоциации вызывает и рисунок — по-эскизному лёгкий и непринужденный, но всегда активный и безупречно точный… Едва ли этим высшим искусством рисунка Феодоровский мастер был обязан лишь воздействию работавшего в Новгороде в одно с ним время Феофана Грека. Несомненно, его артистизм искони взрастал в атмосфере увлечённости образцами эллинистической культуры, которая, насколько известно, была присуща лишь рафинированной элитарной среде византийской столицы. Подобно Феофану, но сообразно собственному темпераменту, Феодоровский мастер развил то внутреннее зрение, которое позволяет творить спонтанно, невзирая на образцы. Образный строй Феодоровских фресок, при общем драматически-динамичном развитии сюжетов, отличается мистической окрашенностью, смягченной лирической интонацией. В тающих силуэтах бесплотных фигур, в тонкой мелодичности линий, в динамичной целенаправленности жестов… заключена проникновенная эмоциональность, обращенная к глубоко личному переживанию событий Евангельской истории».
В особом, так называемым классицизирующем направлении выполнены росписи церквей Спаса на Ковалёве (1380) и Рождества Христова на Красном поле (1380—1390-е годы).
Иконопись новгородской школы конца XIV — начала XV веков отличается экспрессивностью, лаконизмом и особым колоритом с доминированием «земляных красок» позема: тёмной и светло-желтоватой охры, ярко-красной киновари, белого и зеленовато-охристого тонов, как например в знаменитой иконе «Чудо Георгия о змие». Широко известны иконы: Святой Георгий в Успенском соборе в Москве, Устюжское Благовещение, Иоанн Лествичник, Святой Георгий и Святой Власий, Святой Николай из церкви Николы на Липне (Никола Липный) и многие другие. Икону Ангел Златые Власы ранее по стилевым признакам относили к новгородской школе, в последние годы доминирует атрибуция московской школы.
В иконографии новгородских икон отражены народные представления, крестьянские верования, события из истории Великого Новгорода. Таковы иконы «Флор и Лавр», «Битва новгородцев с суздальцами». В миниатюрах XIII—XIV веков встречается тератологический орнамент.
Помимо искусства зодчества, иконописи и фрески в новгородской школе получила распространение резьба по дереву и камню, в основном в каменных и деревянных крестах XIV—XV веков (Людогощенский крест, 1359).